# Quarto di Santa Maria
Il Quarto di Santa Maria  è uno dei quattro quarti dell'Aquila, nonché il maggiore; quarto forconese, fa riferimento al quadrante nord-orientale della città.

## Blasonatura
Il Quarto è caratterizzato dal colore argento, ed il suo stemma occupa il secondo quadrante del gonfalone cittadino: al centro c'è una testa di moro chiomata (il "moro di Paganica"), con una corona d'alloro e in bocca una rosa.
In origine lo stemma doveva avere l'immagine della Madonna col Bambino, in riferimento alla Vergine Assunta ritratta in rilievo nella chiesa capo quartiere.

## Storia

### Caratteristiche dei Quarti dalla fondazione

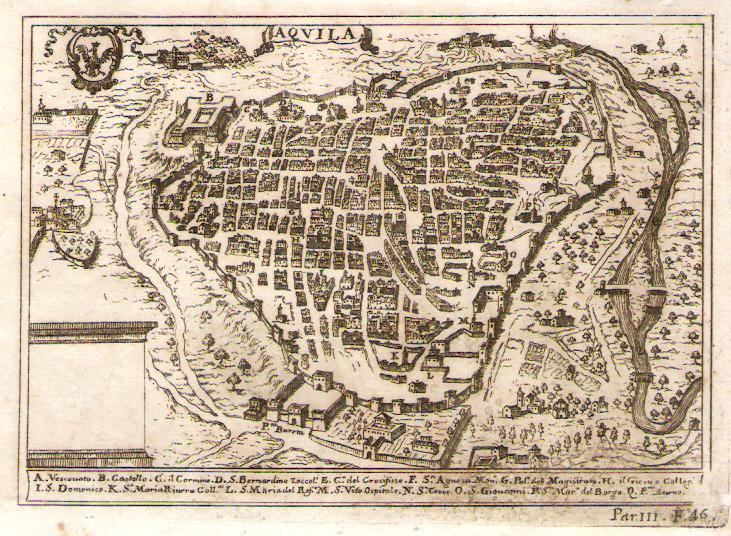
Veduta in carta della città dell'Aquila prima del terremoto del 1703, opera di Giovan Battista Pacichelli.

Un caso eccezionale in Abruzzo nell'ambito storico e artistico-architettonico, è la fondazione dell'Aquila nel 1254 circa, come descrive la Cronica in versi di Buccio di Ranallo. Infatti una consistente parte del romanico abruzzese, presente soprattutto nelle chiese della Valle d'Aterno, del Gran Sasso, della piana di Navelli, della Valle Subequana, della Piana del Cavaliere e anche della Valle Peligna, dove lo stile aquilano si incontrò con quello sulmontino-casauriense, è proprio legata allo sviluppo artistico aquilano, che nel difficile percorso di affermazione, a causa delle varie ricostruzioni per terremoti, riuscì a consolidare un modello base per una consistente parte delle architetture religiose. Insomma il romanico delle chiese di Acciano, Assergi, Fontecchio, Navelli, Bominaco, Castel di Ieri, Castelvecchio Subequo sarebbe stato diverso dalla matrice aquilana che lo plasmò, e si sarebbe diffuso con un influsso più umbro o marchigiano; per cui le vicende dell'arte romanica aquilana, che già di per sé è un originale compendio di questo periodo e del gotico, esempio unico nel centro Italia, racchiuso come sostengono gli studiosi nella facciata della basilica di Santa Maria di Collemaggio. Per cui fu determinante la fondazione della città, e soprattutto assai originale la ripartizione in "locali" e "cantoni" nei quartieri storici.
Con diploma di Corrado IV di Svevia, figlio di Federico II, la città nuova venne fondata presso il villaggio di Acculi, oggi nel rione Borgo Rivera, presso la fontana delle 99 cannelle; il permesso venne accordato a feudatari, contadini e artigiani stanchi delle vessazioni dei signorotti dei diversi castelli che popolavano la conca amiternina, quali Bagno, Assergi, Paganica, Roio, Arischia, Sassa. Benché la conca aquilana fosse da secoli abitata come dimostrano le città romane di Amiternum e Forcona, che condividevano anche la sede vescovile, a causa della tesa situazione politica del governo svevo sull'Abruzzo, e della relativa vicinanza di Amiterno ai territori pontifici, venne definito un programma di costruzione della nuova città, con un'area cinta da mura di guardia, e ripartita in rioni con cantoni e locali, ossia il pezzo di terra colonica dove i cittadini avrebbero eretto le case, i palazzi di guardia e le chiese. Il progetto fu assai originale, anche se della città originaria non si sa quasi nulla a causa della distruzione di Manfredi di Svevia nel 1259 per ribellione; mentre dai documenti di Carlo I d'Angiò che volle fortemente la rinascita della città nel 1265, si desume con chiarezza il piano di scansione dei vari cantoni e dei quartieri.
I quarti dell'Aquila, legati in parte con i locali agli antichi castelli (la leggenda vuole fossero 99), vennero suddivisi nel 1276, e sono ancora oggi il San Giorgio (o Santa Giusta), Santa Maria, San Pietro e San Giovanni d'Amiterno (o anche San Marciano). 

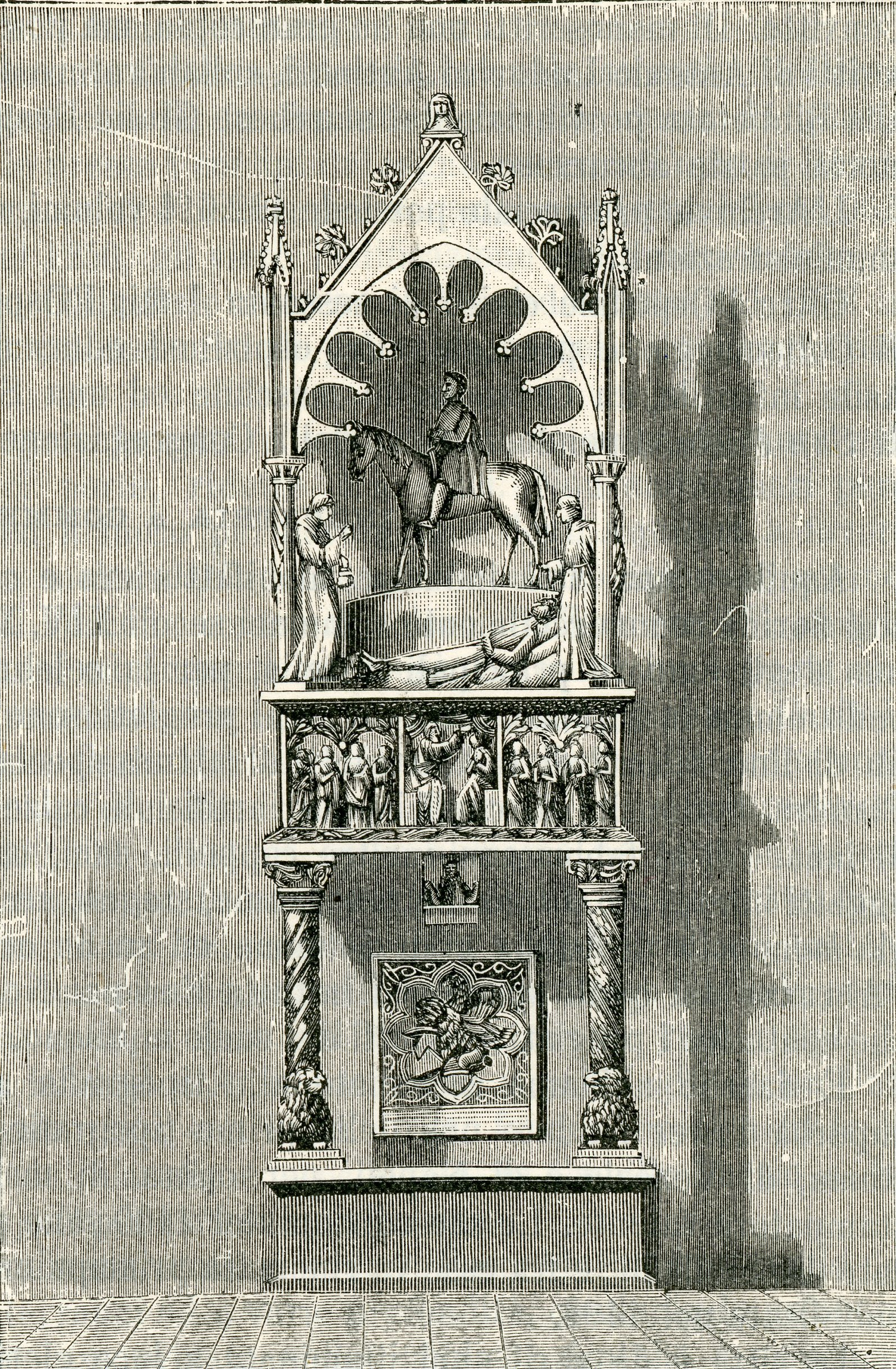
Mausoleo di Pietro Lalle Camponeschi, opera di Gualtiero d'Alemgna, conservato nella Basilica di San Giuseppe; incisione del 1899

Il primo occupa la zona sud-est, il secondo che è il più grande tutta la zona nord fino a Piazza Palazzo, il terzo la fascia ovest, e l'ultimo la fascia sud-ovest. Il punto focale della nuova città era ed è ancora oggi Piazza Duomo, dove confluiscono tre dei quattro quartieri. Inoltre furono progettati dei cardi e dei decumani, come il Corso Vittorio Emanuele (anticamente la Strada Maggiore, che da Porta Paganica, presso il castello cinquecentesco, da nord porta a Piazza Duomo), il corso Federico II, che da Piazza Duomo a sud portava a Porta Napoli, e poi le due vie trasversali di corso Umberto I a ovest, che attraversa i due rioni San Pietro e Santa Maria, diventando poi via Andrea Bafile e via Roma fino a Porta Barete, che incrociandosi al corso Vittorio Emanuele presso il Palazzo del Convitto (costruito sopra l'ex monastero di San Francesco d'Assisi), verso est mediante via San Bernardino che porta fino alla Porta Leoni delle mura, creava l'intersezione detta "Quattro Cantoni".
Inoltre ciascuno dei quattro quarti era ripartito in piccoli locali dei coloni provenienti dai castelli, e ciascun gruppo di essi legato indissolubilmente, almeno per il livello storico, più che per il livello politico e religioso a suo tempo. Ad esempio il quarto Santa Giusta ha i locali dei castelli fondatori stanziati nella fascia sud-orientale della valle (Fontecchio, Tione, Goriano Valle, Bazzano, Bagno), Santa Maria quelli del nord (Assergi, Arischia, Camarda, San Silvestro, Pizzoli), San Pietro i castelli di Coppito, Sassa, Barete, Porcinaro, Vigliano, e San Marciano quelli di Roio, Lucoli, Tornimparte, Rocca di Corno, Preturo. Per sottolineare ancora di più il legame di appartenenza ai castelli, anche se altri dicono che si trattò di questioni economico-amministrative, le chiese nuove fondate nei quartieri ebbero lo stesso nome dei relativi castelli di appartenenza, facendo gli esempi più chiari delle quattro chiese parrocchiali dei quarti (la chiesa di Santa Giusta da Santa Giusta extra moenia di Bazzano, chiesa di San Pietro a Coppito dalla parrocchia di Coppito, la chiesa di San Marciano da quella dei SS. Marciano e Nicandro di Roio, e ancor prima da San Giovanni di Lucoli, e infine la chiesa di Santa Maria Paganica dalla parrocchia di Maria SS. Assunta di Paganica).

### Dalla fondazione allo sviluppo iniziale
Dagli Statuti Aquilani, da Anton Ludovico Antinori e dalla fonte più autorevole di Buccio di Ranallo, morto nel 1363 e autore della Cronica rimata, si sa che il Quarto si andò popolando più tardi degli altri tre corrispondenti Santa Giusta, San Pietro e San Marciano, all'epoca detto San Giovanni d'Amiterno o di Lucoli. In questo Quarto, per permettere di costruire Via Sallustio e le case moderne di Via Fontesecco, Fu spostata la Casa di Buccio Di Ranallo da Via Sassa (oggi Via Buccio di Ranallo - Quarto di san Pietro), a Via Accursio (Quarto di Sata Maria), dietro la chiesa di Santa Maria Paganica.
Fu costruito dai castellani del borgo principale di Paganica nel locale relativo che comprende Piazza Santa Maria di Paganica, poi dai castellani di Collebrincioni, Camarda, Assergi, Tempèra e Pescomaggiore.

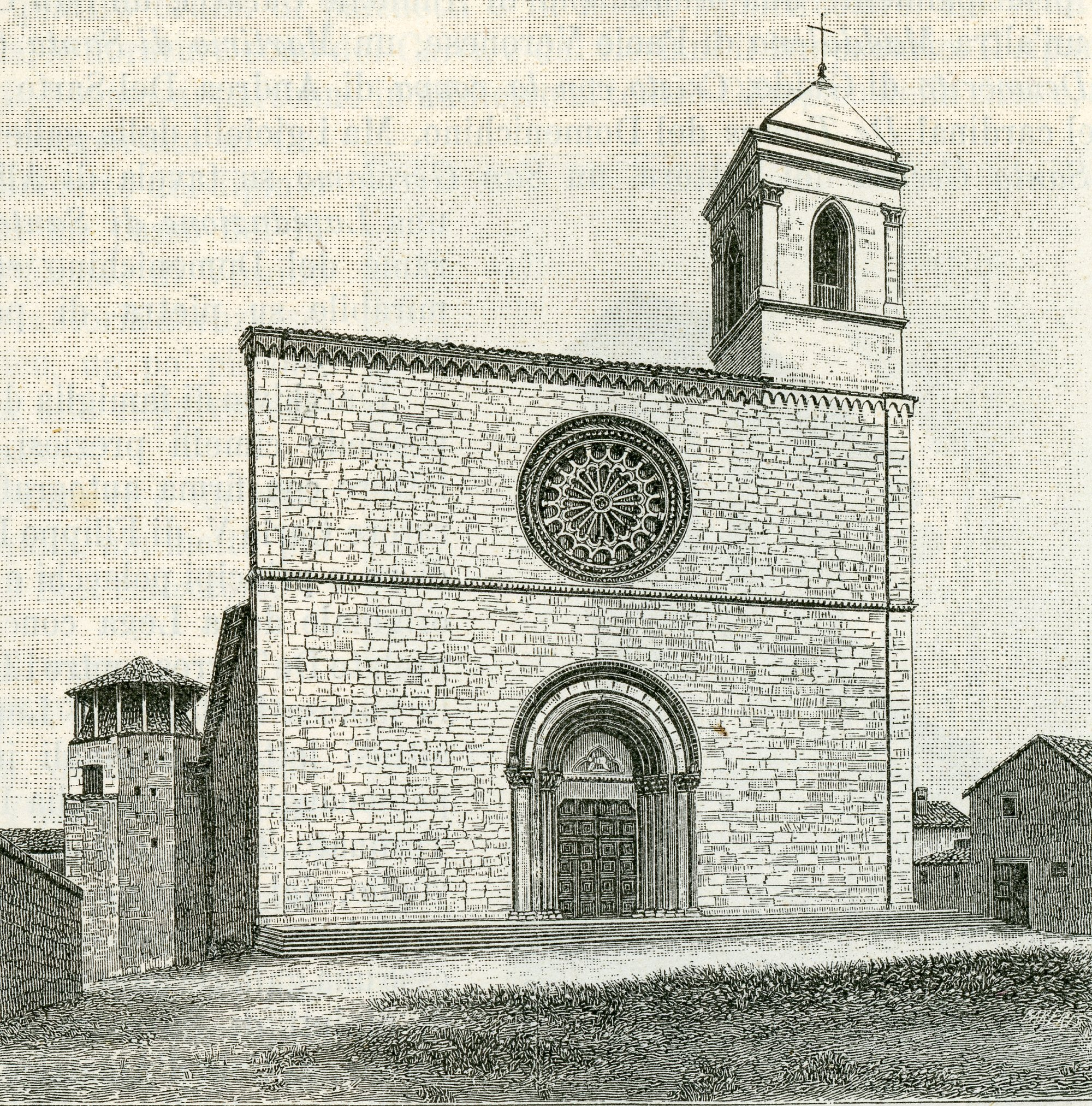
Incisione storica della chiesa di San Silvestro

Nel 1308 venne completata la facciata della chiesa di Santa Maria Paganica, la prima data documentata riguardo alla storia del quarto. La chiesa fu fondata con il contributo degli Angioini, essendo la città stata già dal 1268 presso le grazie di Carlo I d'Angiò, e poi di suo figlio Carlo II.
L'importanza della Piazza di Santa Maria Paganica, con la chiesa capoquartiere, il Palazzo Cappa Camponeschi e il Palazzo Ardinghelli, è data dalla caratteristica che sia essa che il Quarto, essendo nato più tardi, fu progettato seguendo un preciso schema di assi ortogonali, a differenza degli altri tre Quarti precedenti. Ci sono 5 strade che salgono da Piazza Palazzo e dai Quattro Cantoni in maniera parallela verso la piazza (Corso Vittorio Emanuele, via Accursio, via Paganica, via San Martino e via Cascina), mentre in asse orizzontale, a delimitare il confine tra centro abitato e orti, in origine c'era l'attuale via Garibaldi, a conclusione del locale di San Giustino di Paganica.

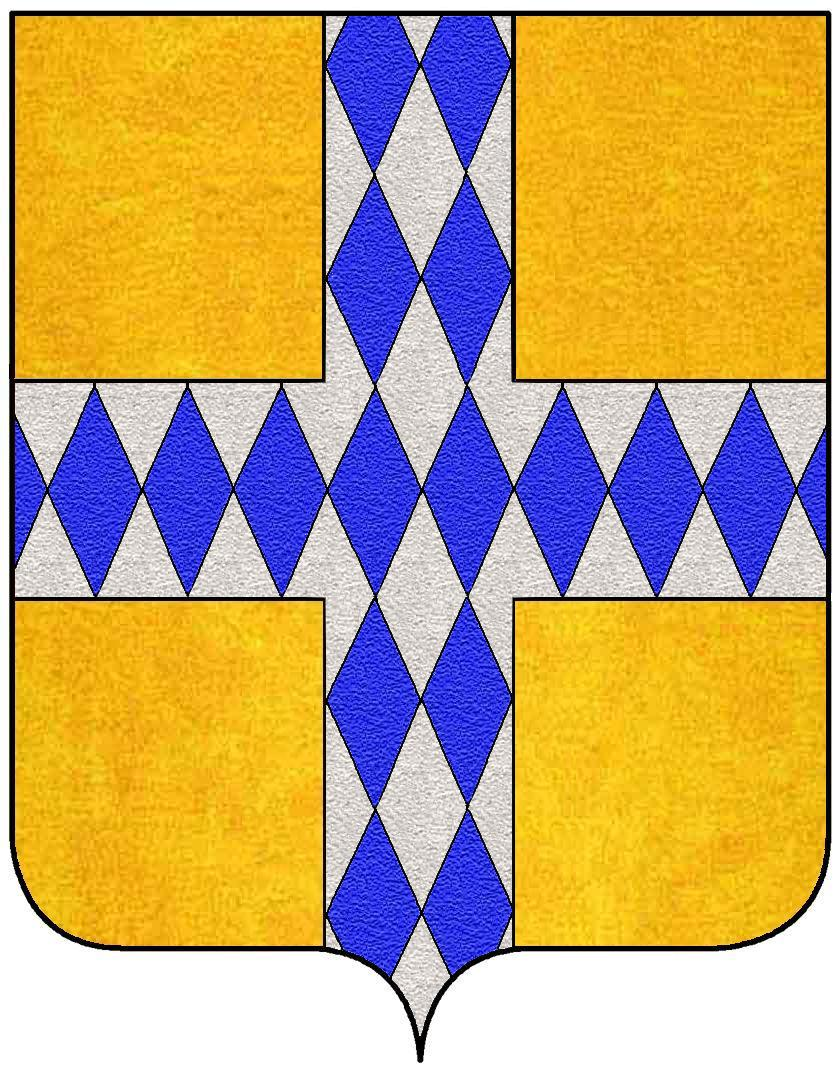
Stemma degli Ardinghelli

Il monastero di San Basilio Magno secondo la leggenda fu fondato da Sant'Equizio nel V secolo, citato con certezza nel 1102 dal vescovo di Forcona, e aggrappato alla parte più a nord delle mura di Santa Maria, attaccato alle mura di via Ovidio e via Monte Orsello. Via Ovidio è il nome recente dato al poeta sulmonese, poiché anticamente la strada vecchia era detta via delle Aquila per la presenza di una gabbia di pietra e ferro con all'interno delle aquile reali, per la gioia dei cittadini e dei tifosi di calcio, successivamente rimossa negli anni '70. Ancor più anticamente la strada era detta Porta Paganica, perché vi si accedeva da questo castello a nord, successivamente la porta venne semi-abbattuta dagli Spagnoli nel 1534 per costruire il Forte, insieme a buona parte della cinta muraria che dal torrione di San Basilio porta sino a via Castello; oltre alle mura, che ricominciano in via Atri con Porta Leoni a nord-est del quartiere, venne annullato quasi interamente il locale del Guasto e della Genca, che erano posti tra via Sant'Amico, via Genca e viale Nizza. I rimasugli delle case, e delle chiese (si ricorda la chiesa della Madonna del Guasto, eretta dai castellani del Vasto presso Assergi), vennero demolite - la chiesa di Santa Maria fu spogliata della facciata che venne rimontata sulla cappella della Madonna degli Angeli a Porta Napoli - negli anni '30, intorno al 1934 per la precisione, per permettere l'allargamento del viale Nizza e del viale Duca degli Abruzzi, oltre a riqualificare l'accesso al Corso Vittorio Emanuele, con la costruzione della Fontana luminosa, e del Palazzo Leone e della Casa del Combattente, i due edifici gemelli di entrata.
Altri monasteri che nacquero dal XIII secolo in poi furono quelle delle Monache Agostiniane femmine, presso la chiesa di Sant'Amico, presso San Basilio c'era il secondo monastero di Sant'Agnese, fondato nel 1455 circa da frate Giovanni di Capestrano, e sede delle monache sino alla metà dell'Ottocento, quando divenne l'ospedale civile San Salvatore con la scuola di ostetricia; poi il monastero delle Celestine femmine di Santa Lucia presso il viale San Giovanni Bosco, dove dagli anni '50 si è insediata l'Opera Salesiana, e che dal 1867 era diventata la scuola elementare dell'Aquila; appresso la chiesa di San Nicola d'Anza, compresa nella parrocchia di San Sisto, in una piana periferica a nord-ovest dove nel 1424 stazionò anche il capitano Braccio da Montone con le truppe aragonesi per cingere d'assedio L'Aquila. La chiesa di San Nicola tuttavia, nell'ambito di allargamento del viale Duca degli Abruzzi, insieme alla chiesa di San Benedetto d'Arischia, del Quarto San Pietro, venne demolita, ma al contrario dell'altra, la facciata tardo romanica per il valore artistico, fu rimontata presso la chiesa madre di Santa Maria in Antrodoco (RI).
Sia i monasteri di Sant'Agnese che di Santa Lucia appartenevano alle Celestine, dell'ordine fondato da Pietro da Morrone, papa Celestino V, presso Sulmona, ma che rispondevano ai monaci stanziati nella basilica di Santa Maria di Collemaggio in zona Campo di Fossa.

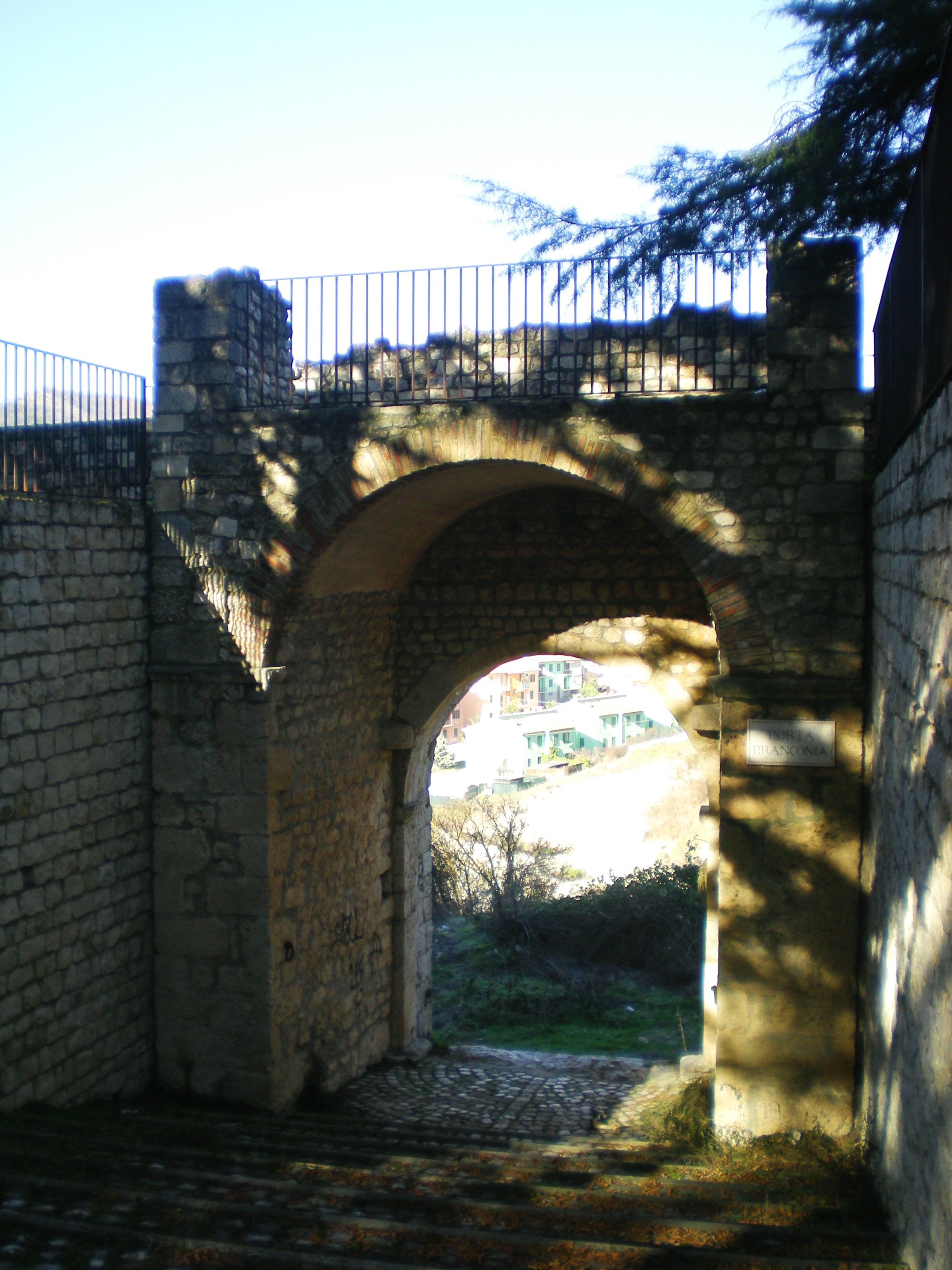
Porta Branconio

### Il secondo centro del Locale San Silvestro
La parte più a nord del Quarto, lungo il viale Duca degli Abruzzi, aveva la cinta muraria di Porta Branconio, che permetteva l'accesso dagli abitanti di Collebrincioni (anticamente Colle Branconio dal nome della famiglia che si insediò in città, divenendo presto una delle più illustri del Quarto); i Branconio si installarono tra i locali di Branconio e San Silvestro, attorno all'attuale Piazza di San Silvestro con l'omonima chiesa collegiata e i due palazzi: il primo più antico Palazzo Branconio su via Porcinari, e l'altro Palazzo Farinosi Branconi all'inizio di via Garibaldi, con la sala degli affreschi riguardanti la vita di Papa Clemente I, e della storia della fondazione dell'abbazia di San Clemente a Casauria. La chiesa principale di questo ampio sobborgo del Quarto è appunto la chiesa di San Silvestro, omonima della parrocchiale di Collebrincioni, eretta nel 1257 circa, ma rifatta ampiamente dopo il 1349, mantenendo soprattutto nell'impianto esterno e della facciata il tardo romanico aquilano con il rosone a raggiera, coevo di quello di Collemaggio per raffinatezza dei dettagli, e il portale a tutto sesto strombato, con l'affresco di lunetta, e arcate trilobate.
In origine la chiesa di San Silvestro era isolata, con attorno solo alcune case coloniche e il Palazzo dei Branconio (XIV secolo, intorno al 1316). Oltre al Corso Stretto, ossia la parte nord di Corso Vittorio Emanuele, in quest'epoca non c'era niente, a parte il monastero di San Francesco, e poi il Monastero di Santa Maria Maddalena dei Celestini (o Santa Maria dei Raccomandati), situata tra corso Vittorio Emanuele e via Giuseppe Verdi (sconsacrata nel 1867, sede dapprima del Municipio, poi del liceo scientifico e infine di un museo). La parte di via San Bernardino, via Giuseppe Verdi, Piazza del Teatro Regio e via Vittorio Veneto, sino ai primi anni Trenta del Novecento, rimase inabitata, e vi sorgevano solo la basilica di San Bernardino, il teatro regio "Vittorio Emanuele" del 1857 e la chiesetta di Santa Maria di Forfona presso Porta Leoni, che appunto nell'ambito di urbanizzazione della città dal 1938 in poi, verrà inclusa in un complesso di case che hanno il fulcro nell'attuale Piazza Matteotti.
La chiesa originaria del Quarto Santa Maria Paganica non era l'attuale fatta nel 1308, ma la chiesa dei Santi Giustino e Martino, che sorgeva lungo via Garibaldi all'altezza dell'attuale Piazza Chiarino, e che fu distrutta durante il fascismo per costruire un piazzale con un palazzo in stile eclettico, che per altro prende il nome proprio dalla piazza stessa, e che prospetta verso il Palazzo Antinori, dove nacque il cardinale Anton Ludovico Antinori, illustre storico abruzzese. La chiesa di San Giustino fu eretta dai castellani di Paganica, che avevano la loro iniziale parrocchia nella chiesa di San Giustino, che si trova fuori le mura, presso il cimitero, di fondazione altomedievale. Successivamente i paganichesi, votatisi alla Vergine Assunta, eressero all'ingresso del loro paese la chiesa di Santa Maria, e la seconda nella piazza centrale del Quarto, quando ormai i coloni del castello si erano ambientati nel locale, ragion per cui data la numerose popolazione, decisero di erigerla in forme molto monumentali e vaste, come si può notare anche oggi rispetto alle altre chiese del centro.
Su via Paganica, in piazza, venne eretto il palazzo signorile dei Cappa, da non confondere con il coevo Cappa Camponeschi che si appoggia al Palazzo Ardinghelli, che prospetta ampiamente sulla piazza con la facciata tardo settecentesca, in stile quasi neoclassico, e con la doppia balaustra di scale al centro della facciata. Successivi palazzi vennero eretti nel Quattrocento scendendo lungo via Paganica, come il Palazzo Baroncelli-Cappa di Tussio, poi la casa di Jacopo di Notar Nanni in via Bominaco, rifatta nel XVI secolo, mercante legato profondamente a San Bernardino, il quale finanziò i lavori di costruzione della basilica dopo la morte del santo nel 1444, insieme alla chiesa di Santa Maria del Soccorso presso il cimitero.
In Piazza Santa Maria sorgeva l'antica struttura di Casa Ardinghelli, dove oggi sorge la nuova struttura settecentesca. Il palazzo era sede di Filippo Ardinghelli, documentato nel 1309, il quale aveva tre fratelli preti, e una moglie di Napoli che non riuscì a dargli dei figli. Il palazzo dunque rappresentò un momento di decadenza di questa famiglia aquilana
Altri palazzi di interesse, edificati nel tardo Trecento, ma poi ampiamente rifatti dopo il terremoto del 1703, sono il Palazzo Carli Benedetti dietro Santa Maria Paganica.

### Famiglie nobili

Stemma della famiglia Camponeschi

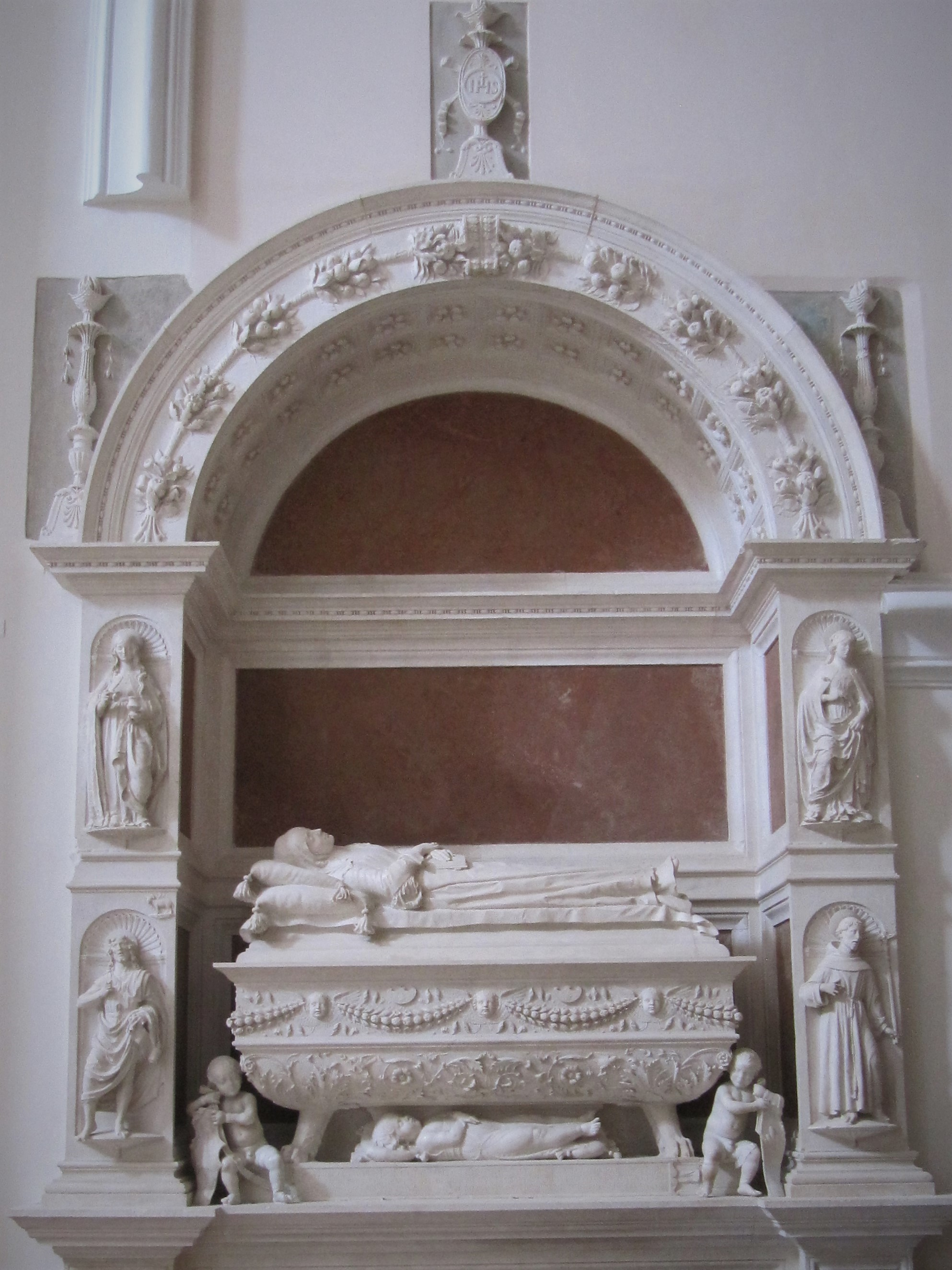
Mausoleo di Maria Pereyra Camponeschi, opera di Silvestro di Giacomo, conservato nella basilica di San Bernardino

- Cappa: il nome dovrebbe derivare dal soprannome originato dal vocabolario medievale della "cappa" come copertura o mantello, come testimoniato dalla Charta venditionis del 1183. I Cappa all'Aquila provennero dal feudo di San Nicandro presso Prata d'Ansidonia, i membri erano anche baroni di Tussio, come testimoniato anche dal Palazzo Baroncelli Cappa di Tussio in via Paganica. Lo stemma è troncato nel 1à d'argento ad una testa di moro tenente in bocca una rosa al naturale; nel 2° fasciato di nove pezzi avvicendati di oro, rosso e azzurro. Dato il prestigio di questa famiglia, l'antico stemma del Quarto con l'immagine della Madonna col Bambino, venne sostituito proprio dalla testa di moro con la rosa in bocca.

- Camponeschi: detti anticamente "Camponisci", provenivano dal paese di Accumoli, oggi nel Lazio, e probabilmente si installarono in Aquila quando i cittadini del contado di Amiterno e San Vittorino, di loro proprietà, dal 1254 iniziarono a colonizzare il Quarto di San Pietro. Tale ipotesi smentirebbe una lunga tradizione che vuole i Camponeschi originari del contado forconese di Prata d'Ansidonia, come testimonia l'abitato fortificato di Castel Camponeschi, che sarebbe stato fondato in epoca più tarda, nel XIV-XV secolo, quando i Camponeschi si erano già affermati nel Quarto di Santa Maria. I più antichi membri erano Rainaldo di Todo o Todino Camponesco, arciprete di San Vittorino nel XIII secolo. Il capostipite sarebbe Francescco Camponeschi, padre dei feudatari Matteo ed Eduardo, anche se la casata ebbe lustro grazie a Lalle I, primogenito di Eduardo, che si fece largo tra le famiglie nobili, scontrandosi con i Pretatti e i Bonagiunta nei primi anni del Trecento, unendosi a Luigi d'Ungheria nelle lotte intestine nel Regno di Napoli, durante la fase di transizione del governo dei Durazzeschi agli Angiò. Per i servigi ottenne la nomina di Gran Connestabile degli Abruzzi, ebbe le contee di Evoli e Sant'Agata dei Goti, e nel 1350, riappacificatosi con Giovanna I di Napoli d'Angiò, ottenne la contea di Montorio al Vomano. Nel 1354 però Lalle I fu ucciso dagli sgherri di Filippo Principe di Taranto, nemico di Giovanna; il figlio Lalle II continuò a governare la città, nel 1355 fu nominato Gran Connestabile, Conte di Montorio, anche se poi si unì a Carlo di Durazzo, salvo poi ricredersi. I suoi figli parteggiarono sempre per la casata angioina, contro Ladislao di Durazzo a favore di Luigi d'Angiò. Ladislao giunse all'Aquila nel pieno della rivolta civile, e tentò di prenderla, riuscendo in un primo momento a cacciare i Camponeschi, nonostante un tentativo di Antonuccio Camponeschi nel 1414 di riprendere la città, che rivedrà solo nel 1422 con l'aiuto di Giovanna II di Napoli, che mantenne nel governo anche dopo l'episodio della guerra contro Braccio da Montone nel 1424. A suo figlio Luigi successe Pietro Lalle Camponeschi, figlio di Battista fratello di Antonuccio Camponesco; Pietro partecipò alla congiura dei baroni contro gli aragonesi, ma il fallito golpe sventato da Ferrante I d'Aragona costrinse Pietro all'imprigionamento a Castel Nuovo a Napoli. I cittadini dell'Aquila insorsero contro gli Aragona, e il re liberò Pietro Lalle, che venne accolto trionfalmente in città. Dopo Pietro Lalle, la casa cadde lentamente in decadenza: sua figlia Vittoria sposata a Giovannantonio Carafa, fu madre di Giovanni Pietro, che divenne papa Pio IV nel 1555. La famiglia si estinse nel 1600 con la morte del ramo proveniente da Marino Camponesco, che era figlio di Lalle II.

- Ardinghelli: di origini fiorentine, si stanziarono all'Aquila nel XIV secolo, nel locale di Paganica, ma fiorirono nel XVIII secolo, quando ricostruirono il palazzo.

- Branconio: originaria di Colle Branconio, oggi Collebrincioni, la famiglia si insediò nel XIII secolo presso la parte nord-ovest del Quarto Santa Maria, nel locale della chiesa di San Silvestro, dove prospetta anche il Palazzo Branconio. Della famiglia si ricorda Giovanni Battista Branconio dell'Aquila, orafo e protonotaio che fece fortuna a Roma, essendo intimo anche del pittore Raffaello.

### Dalla costruzione del Forte Cinquecentesco ai giorni nostri

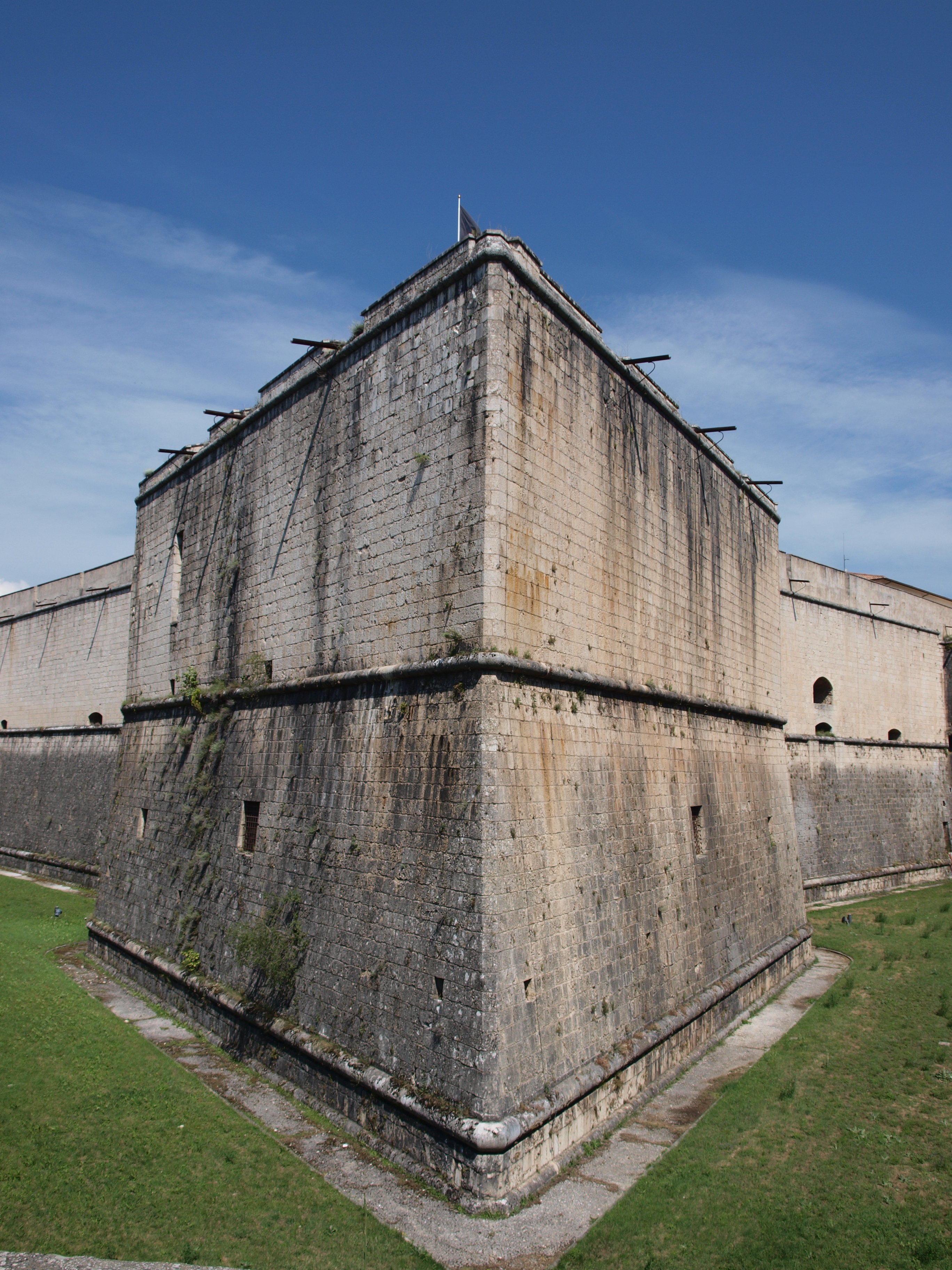
Un bastione del Forte Spagnolo

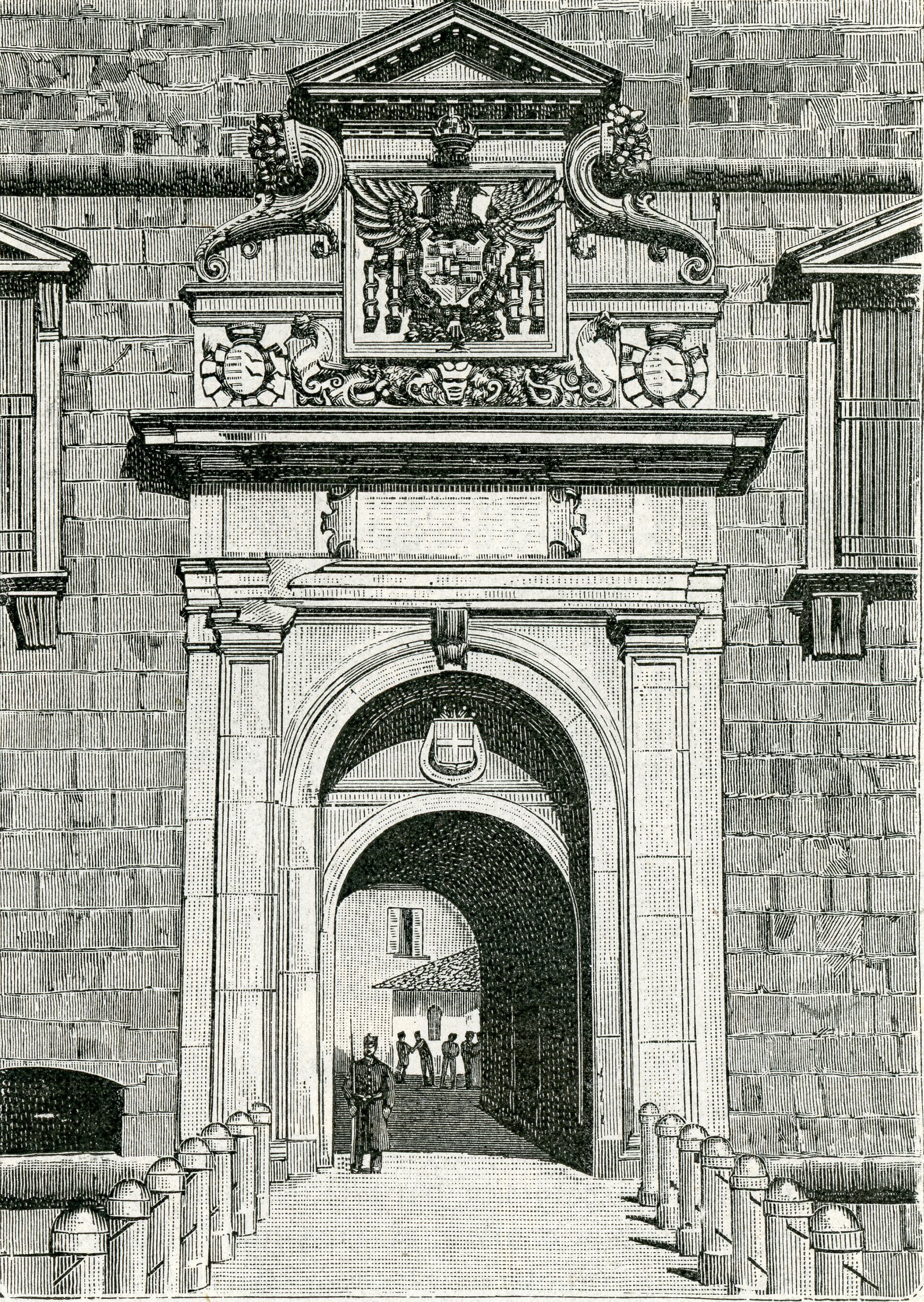
Incisione del portale asburgico del Forte spagnolo

Gli spagnoli edificarono nel 1534, su progetto di Pedro Luis Escrivà, il grande Forte spagnolo per contrastare eventuali moti di ribellione popolari e nobiliari, intendendo dare un forte simbolo e segno del loro potere sulla città, occupando una porzione situata a nord-est del Quarto, che fu sventrata insieme alle mura, che appunto mancano dal torrione di San Basilio in via Ovidio, sino al termine di via Castello, lasciando tutto lo spazio tra viale Nizza e l'accesso al Corso Vittorio Emanuele. Per l'occasione gli spagnoli operarono delle demolizioni anche in centro, tagliando di fatto le alte torri campanarie delle chiese di Santa Maria Paganica e Santa Maria del Carmine, onde evitare possibili cannoneggiamenti, dato che le due chiese si trovano nella parte più elevata del colle del centro, insieme al piano del Castello. Presso via Castello, all'altezza del primo bastione, venne distrutta anche la chiesa di Santa Maria di Tempèra, costruita nel XIII secolo dai castellani del borgo che si trova accanto a Paganica.

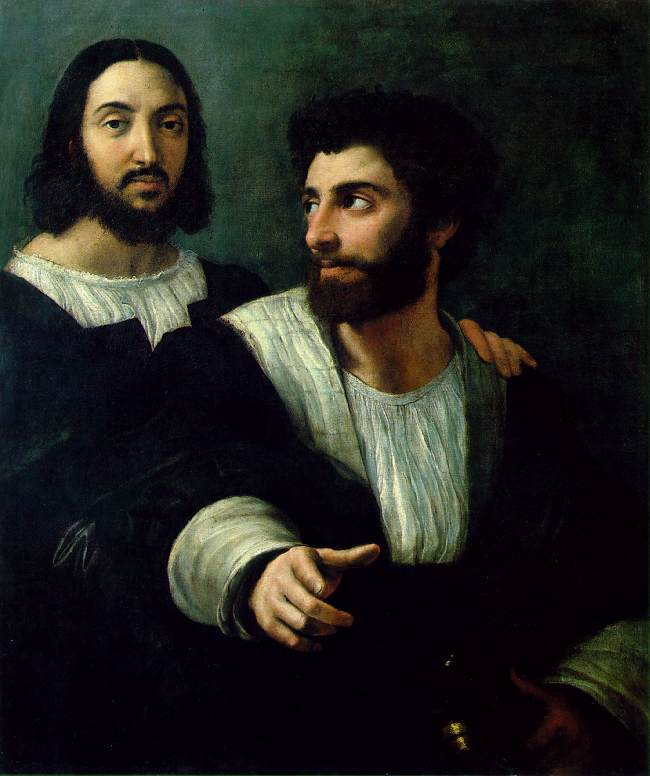
Raffaello: Autoritratto con un amico, probabilmente Giovanni Battista Branconio

Uno stesso simile procedimento fu realizzato dal 1444 sino ai primi anni del '500 presso via San Bernardino, quando in una zona poco abitata dove si trovavano botteghe, orti e cartiere, venne fondato il monastero dei Frati Minori Osservanti di San Bernardino, adibito dal 1867 a caserma "De Amicis" insieme alla scuola elementare, al centro della quale sorge l'edificio della chiesa basilica.
A parte questa porzione del quarto non abitata, i due cuori pulsanti continuarono ad essere sempre Piazza San Silvestro e Piazza Santa Maria, anche dopo la devastazione del terremoto del 1703, che distrusse quasi interamente la chiesa madre di Santa Maria Paganica, e obbligando le altre preesistenti di San Silvestro, San Bernardino, Santa Maria del Carmine, Sant'Amico e San Basilio a una corposa ricostruzione seguendo i canoni del tardo barocco romano. Nel 1799 gli aquilani dovettero affrontare i francesi del generale Lèmoine, che si asserragliò nel castello spagnolo, imponendo il coprifuoco, e dichiarando decaduto il governo borbonico. Gli aquilani risposero con degli attacchi, ma riuscirono a scacciare i francesi solo grazie al bandito Salomone di Arischia; i francesi abbandonarono la città, ma non senza soprusi e saccheggi, soprattutto alle chiese, come alla basilica di San Bernardino.
In sostanza lo schema planimetrico urbano non variò, sino a sostanziali modifiche effettuate nei primi anni del Novecento. In particolare dagli anni '30 in poi venne costruito il Parco del Castello attorno alla fortezza, poi demolito ciò che restava di Porta Paganica lungo via Ovidio, rifatto completamente l'accesso al corso Vittorio Emanuele mediante la costruzione degli edifici gemelli di Palazzo Leone e Casa del Combattente, con la Fontana luminosa di Nicola D'Antino del 1934 in posizione intermedia tra il corso e la piazza del castello; andando avanti il locale della Genca e del Guasto furono completamente abbattuti per costruire il viale Duca degli Abruzzi per permettere, mediante una circonvallazione, un collegamento migliore tra i quartieri ad ovest del centro. Altri sventramenti ci furono in via Garibaldi con la demolizione della chiesa di San Martino e San Giustino di Paganica per realizzare Piazza Chiarino; poi lungo via San Bernardino, all'altezza dell'intersezione con il Corso Vittorio Emanuele e la corrispettiva strada continuante del Corso Umberto I, vennero creati i nuovi portici in stile razionalista (1936 ca) del Palazzo dell'INAIL, che si andavano a collegare con l'Edificio delle Corporazioni, che al di sotto del piano di calpestio dei portici, era in parte sospeso all'altezza dell'inizio di via Fortebraccio, che scende in diagonale lungo il Quarto Santa Giusta sino a Porta Bazzano.
Il Quarto di Santa Maria è l'unico a non affacciarsi su Piazza Duomo, in quanto gli accessi principali da nord riguardano il Quarto di San Pietro, in primis il corso Vittorio Emanuele, e poi via Patini e via Cavour; mentre da est gli accessi di via San Flaviano, via Crispomonti e via Cimino appartengono al Quarto Santa Giusta

### Il terremoto del 2009
I danni del terremoto sono ancora ben visibili in alcune parti interne del Quarto, come in via Adamo da Rotweill presso la chiesa del Carmine, in via San Bernardino presso la scuola elementare De Amicis. I danni del 2009 hanno interessato quasi tutto il Quarto, iniziando da Piazza Santa Maria Paganica, il punto più alto, con il totale collasso della copertura e della cupola della chiesa madre, poiché erano stati effettuati degli sbagliati interventi di consolidamento del tetto; poi si sono registrati crolli nella facciata della chiesa del Carmine, vistose crepe nella cupola della basilica di San Bernardino, il crollo del suo campanile turrito, già tagliato dalla forte scossa del 1703, poi crepe e cedimenti interni al teatro comunale, vistosi danni al Palazzo Paone Tatozzi all'inizio del corso Vittorio Emanuele. La chiesa di San Bernardino è stata riaperta nel 2015, ma per chiese come quella di Santa Maria Paganica i lavori sono ancora clamorosamente fermi per lungaggini burocratiche; mentre pare che siano in buona parte completati i lavori al Palazzo Farinosi Branconi, con l'interno affrescato, al Palazzo Branconio, al Palazzo Ardinghelli, alla chiesa di San Silvestro e al palazzo eclettico di Piazza Chiarino.

## Descrizione

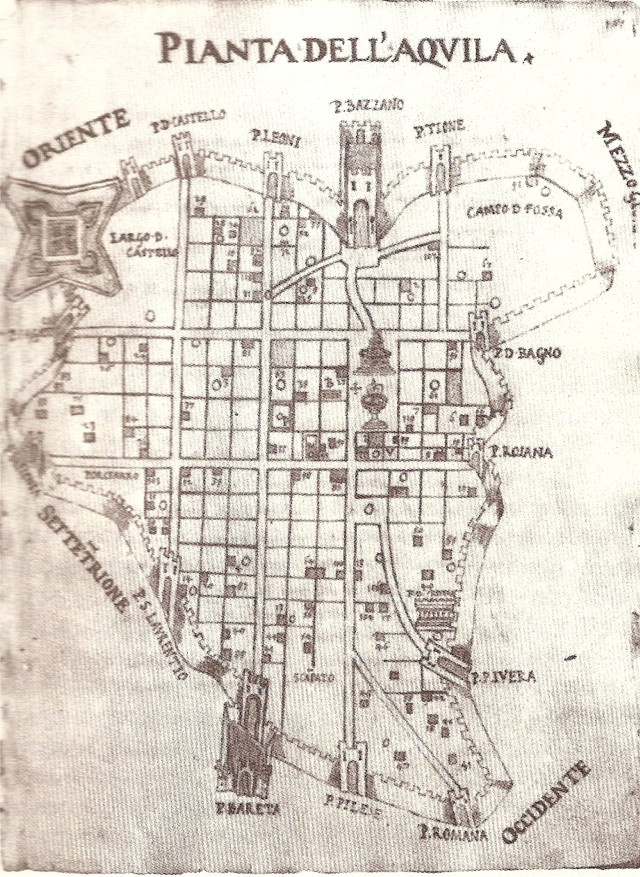
Pianta del centro (1575): il Quarto si sviluppa a sud-ovest del Castello Cinquecentesco

Unico quarto a non avere sbocchi su Piazza Duomo, ma il grande slargo che ha è la Piazza Palazzo, con la sede municipale nel Palazzo Margherita. La porzione muraria del rione ha ben cinque porte urbiche: da nord a est ci sono Porta Branconia, Porta Paganica (oggi non più esistente), Porta Castello, Porta Leoni e Porta Bazzano.
La chiesa capoquartiere è Santa Maria Paganica, poco distante dal corso Vittorio Emanuele, fondata dagli aquilani del castello Paganica nel XIII secolo. Benché oggi la chiesa mostri un aspetto settecentesco, meno la facciata, nel Quarto ci sono tanti altri gioielli medievali, come la chiesa di San Silvestro, il Palazzo Ardinghelli, Palazzo Antinori, Palazzo Colantoni, la casa di Buccio di Ranallo.
Nel 1534 una porzione del quartiere venne abbattuta per la costruzione del Forte spagnolo; imponente castello voluto dal viceré di Spagna come tributo che gli Aquilani avrebbero dovuto pagare per la loro ribellione. All'estremo confine del quartiere a est c'è la Basilica di San Bernardino, con la splendida facciata rinascimentale di Nicola Filotesio.
I locali sono:
- Colle Branconio (Collebrincioni), presso Piazza San Silvestro, dove si trovano la chiesa di San Silvestro, il Palazzo Branconio e il Palazzo Farinosi Branconi, e Porta Branconia. Verso est, presso il Castello, è delimitato da via Tre Spighie, via d'Appari, via Collebrincioni, via Sant'Amico, via del Gusto e il viale Giuseppe Garibaldi. I monumenti di questa parte sono il Palazzo Antinori, la chiesa di Santa Maria della Misericordia e i due monasteri di Sant'Amico e San Basilio. Confina a sud-ovest con il piccolo locale della Genca.
- Paganica: il locale maggiore del quarto, presso Piazza Santa Maria, con la chiesa di Santa Maria Paganica, il Palazzo Ardinghelli, il Palazzo Cappa Camponeschi, la casa di Buccio di Ranallo. Le vie che comprende sono via Paganica, via Accursio, via Leosini, via Collepietro.
- Navelli: locale posto a sud-est di Paganica, delimitato da via de' Navelli, via Accursio, via Mazzini, via Bominaco: i monumenti principali sono la casa di Jacopo di Notar Nanni, il Palazzo Baroncelli-Cappa, la casa dove fu ospitato Giuseppe Mazzini, il Palazzo Carli Benedetti.
- Cascina e Gignano: due locali posti ad ovest di Paganica, al confine con i locali del quarto San Pietro, ed a nord con Collebrincioni; sono delimitati da via San Martino, via Garibaldi, Piazza Chiarino, via Caserma Angelini, via Veneziani, via dei Lombardi, e confinano con il quarto San Pittro nei locali di Arischia e Poppleto mediante via Cascina. I monumenti principali sono il Palazzo Lely Gualtieri, l'eclettico Palazzo Chiarino edificato sopra la storica chiesa di San Martino, il Palazzo Antinori.
- San Pietro della Genca: locale che sbocca in Piazza Battaglione degli Alpini, delimitato da via Genca e Costa Mandatario. Trasformato quasi completamente negli anni '30 con nuove strutture, di interesse aveva il Palazzo dei Giardini di Momolo e la chiesa di Santa Maria del Vasto, demolita per creare il viale Duca degli Abruzzi, la cui facciata è stata rimontata nella chiesetta di Santa Maria della Misericordia. Sopravvive il piccolo piazzale della Genca, antico punto vitale del sobborgo.
- Camarda: locale posto ad est di Paganica ed a nord di Navelli, compreso tra la zona ovest del corso Vittorio Emanuele, via Carlo Franchi, via Mazzini, via Altonati e via Leosini. Di grande interesse è il Palazzo Franchi-Fiore, insieme al Palazzo Paone Tatozzi.

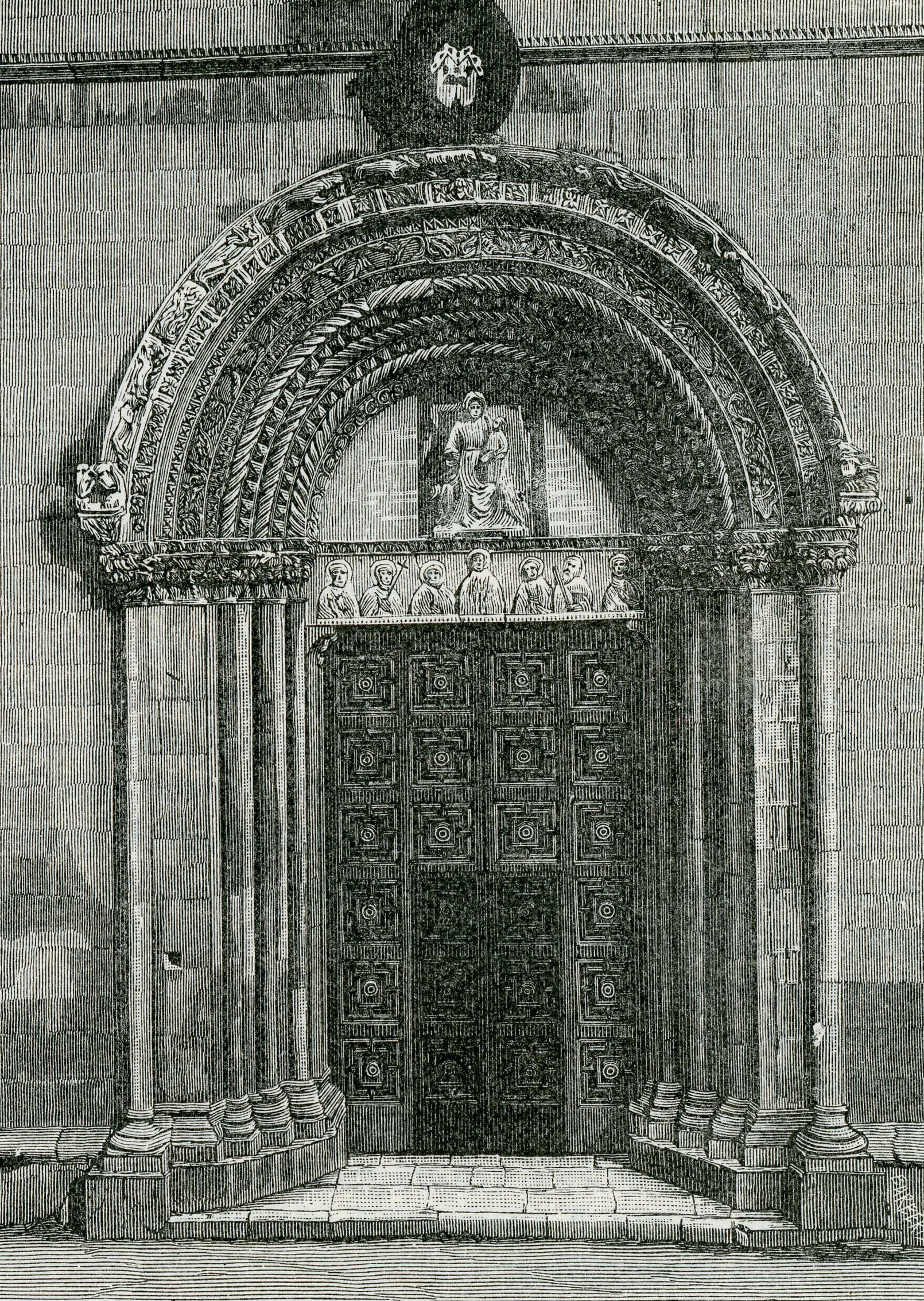
Immagine del portale di Santa Maria di Paganica

- Assergi: locale posto ad est del corso Vittorio, comprendente via Sali, via Assergi, via Castello, Piazza Regina Margherita, via del Carmine e via Adamo da Rotweill. Tra gli edifici di interesse ci sono la chiesa di Santa Maria del Carmine (ex Santa Maria d'Assergi) con convento, dei palazzi settecenteschi che si affacciano sul corso, e il teatro comunale.
- Terra Negra - Aragno - Guasto - Chiarino - Pescomaggiore - Filetto - Barisciano: sono tutti locali oggi completamente trasformati, che abbracciano l'area nord-est che si trova prospiciente la Basilica di San Bernardino, nel locale "Terra Negra". Il termine nord delle mura era presso Porta Paganica, oggi Porta Castello, le vie principali sono via Castello, via Pescomaggiore, via Arco delle Terziarie, via Sant'Elisabetta, via Zara, viale Vittorio Veneto e via Sinizzo. Data la scarsa abitabilità di questi locali, e la poca presenza di grandi monumenti, negli anni '60 tutta l'area è stata colonizzata da palazzine moderne, fino a via Vittorio Veneto, dove si trova l'abside di San Bernardino.
- San Demetrio - Sinizzo - Poggio Picenze - Terra Negra: sono i locali posti all'estremo sud del quarto Santa Maria. Il locale di Poggio Picenze abbraccia una vasta area del quarto che ad ovest sfocia nel corso, all'altezza dei "Quattro cantoni", presso via San Bernardino, ed è delimitato da via Giuseppe Verdi, via San Giovanni di Capestrano e Piazza Teatro, dove si trovano la scuola elementare De Amicis, il teatro comunale e il sagrato della basilica di San Bernardino, mentre Sinizzo e San Demetrio occupano la zona delle mura di Porta Leoni, lungo il decumano di via San Bernardino che diventa via Panfilo Tedeschi, che s'incrocia con il cardo di via Signorini Corsi, dove si trova il monastero della basilica.
- Forfona - San Nicandro e Prata - Villa San Basilio: ultimi locali posti a sud-est, al confine con via Fortebraccio del quarto Santa Giusta, a sud di Porta Leoni. Trattandosi di piccolissimi agglomerati, si sono sviluppati nel corso del Novecento, poiché prima vi erano solo delle chiese, come Santa Maria di Forfona, compresa negli anni '30 nel quartiere "Costanzo Ciano", con la Piazza Matteotti, via Santa Maria di Farfa, via Invalidi di Guerra, via Barbara Micarelli e via Maiella. Il punto d'incontro con il quarto sottostante è Piazza Bariscianello, dove inizia la scalinata di San Bernardino, e dove a sud parte via Fortebraccio che conduce a Porta Bazzano.

## Monumenti e luoghi d'interesse

### Architettura religiosa

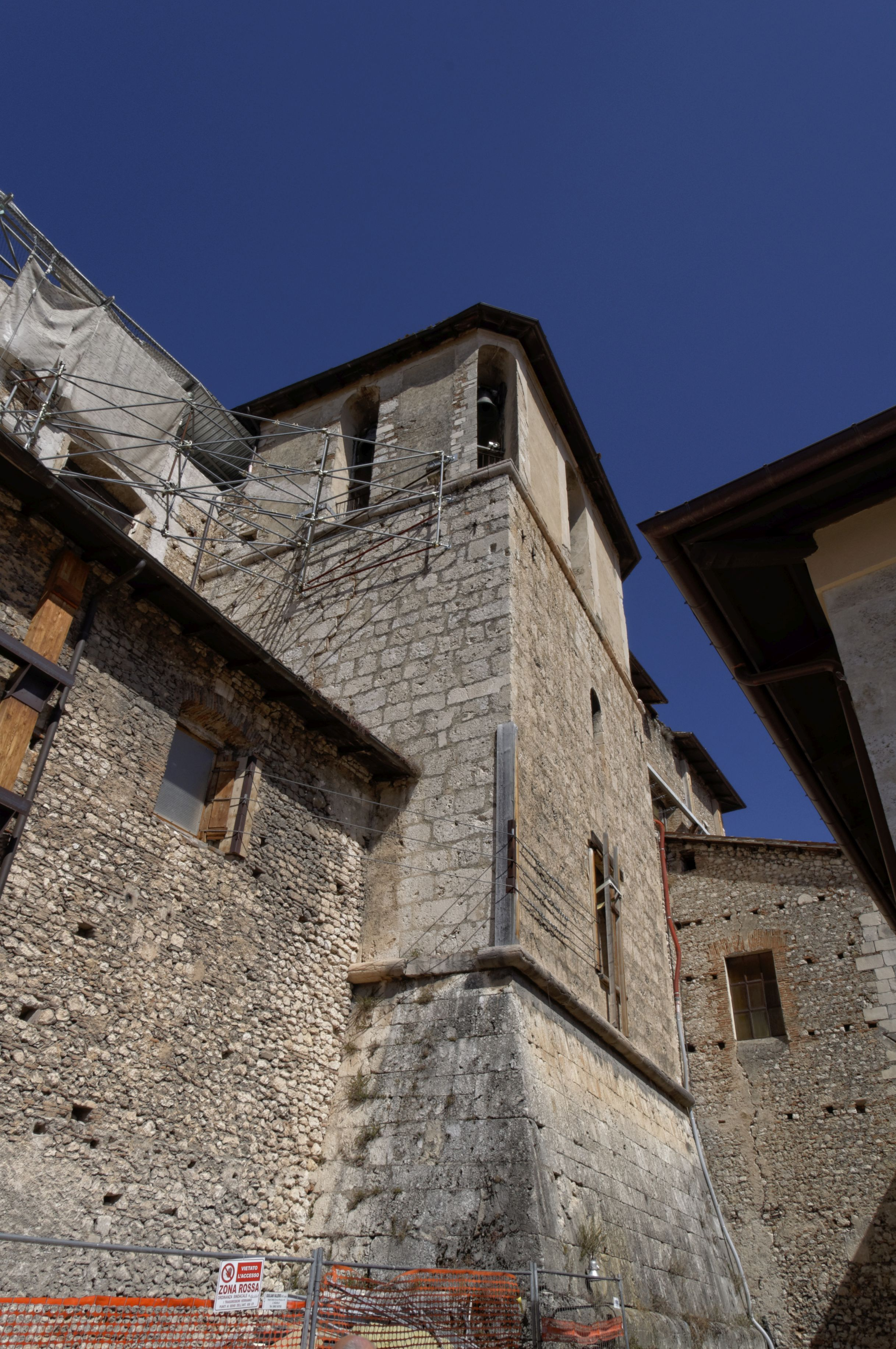
Il campanile di Santa Maria Paganica

- Chiesa di Santa Maria Paganica: è la chiesa capoquartiere di questo rione e parrocchia del locale Paganica. Fu costruita dai castellani di questa frazione, duplicato della parrocchia di Santa Maria Assunta nel XIII secolo, anche se oggi la chiesa si presenta, almeno prima dei gravi crolli del 2009, in stile pressoché barocco. Se si fa eccezione per il massiccio campanile turrito, che serviva anche come elemento di difesa, la parte bassa della facciata con il rosone e il portale romanico, e altri portali minori laterali.[4]Il campanile fu "tagliato" dagli Spagnoli nel 1557 per impedire eventuali rappresaglie degli aquilani contro il neonato Forte spagnolo, poiché la torre doveva essere veramente un valido punto di controllo, e lo stesso fu fatto per il campanile di Santa Maria d'Assergi, oggi chiesa del Carmine. La facciata di base in pietra concia è la più antica della città, realizzata da Raimondo del Poggio, a coronamento orizzontale con lesene angolari ed elegante cornice. La parte superiore è settecentesca, di scarsi stile artistico. Il ricco portale maggiore romanico è ad arco a tutto sesto con cornici, ornato da sette busti: Cristo benedicente, poi San Pietro, Sant'Andrea, San Bartolomeo, San Giovanni, San Paolo e San Giacomo. Nella lunetta invece c'è il gruppo della Madonna col Bambino. L'interno oggi è stato sventrato dal terremoto del 2009, e presentava un'aula unica con cappelle laterali, con soffitto dipinto da Carlo Patrignani, allievo di Teofilo Patini, nei primi anni del '900, con scene di vita della Vergine (la Concezione, l'Annunciazione, la Natività, l'Incoronazione). Nella cappella a sinistra c'è un fonte battesimale medievale, una pala del Salvatore del XVII secolo di Alessandro Maganza, mentre nella terza cappella a sinistra ci sono le tele di Vincenzo Damini del Presepe - Sposalizio della Vergine - Sacra Famiglia. Nella quarta cappella di destra c'è il "Battesimo di Gesù" di Rinaldo Fiammingo.

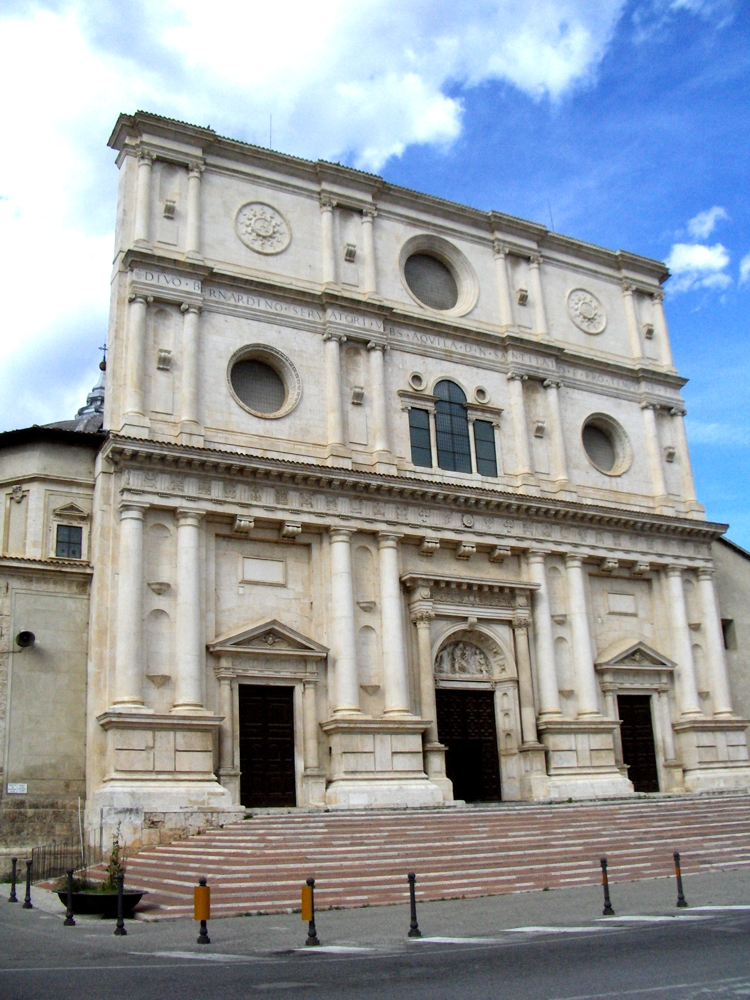
Facciata di San Bernardino

- Basilica di San Bernardino: è la chiesa più conosciuta della città insieme alla Basilica di Collemaggio. Fu realizzata nella parte ovest del quarto, verso Porta Leoni. La costruzione di una chiesa che conservasse le spoglie di San Bernardino da Siena, morto nel 1444, e proclamato santo nel 1450, fu voluta dal monaco San Giovanni da Capestrano, con finanziamento del banchiere di Jacopo di Notar Nanni, intimo del santo senese. I lavori furono avviati e terminati tra il 1454 e il 1472[5], con la bella facciata realizzata in stile rinascimentale da Cola dell'Amatrice (1525), di cui resta l'unico elemento originario insieme al campanile, mozzato dal sisma del 1703, che distrusse anche l'interno. Il terremoto dunque danneggiò seriamente la chiesa, che venne ricostruita insieme all'annesso convento. Nel 1946 Papa Pio XII la elevò a basilica minore, e divenne sede definitiva della confraternita che organizza la processione del Cristo morto. Il terremoto del 2009 danneggiò nuovamente la chiesa e distrusse il campanile, che però è stato mirabilmente ricostruito, insieme al restauro della chiesa, terminato nel 2015. La facciata è divisa in tre ordini per mezzo di cornici marcapiano, mentre quattro coppie di paraste dividono verticalmente il piano. In cima si trovano tre oculi, due dei quali mostrano il trigramma PHS di San Bernardino circondato da sole con raggi, mentre al livello inferiore si trovano solo due oculi laterali, e lo spazio centrale è occupato da tre grandi finestre. Al termine del grande cornicione riccamente decorato, si trovano alla base tre portali architravati, dei quali quello centrale è più grande, con una decorazione molto festosa della Vergine col Bambino tra San Giovanni di Capestrano e San Bernardino. La chiesa ha una cupola presso il transetto, un campanile laterale a torre, un'abside semicircolare, mentre a destra il complesso è attaccato al grande edificio dei frati, con chiostro abbellito da pozzo e doppia fila di arcate ogivali. L'interno è composto da tre navate e da un grande vano ottagonale dove si trova la cupola, più l'altare. Lungo la navata destra la seconda cappella custodisce la pala d'altare smaltata di Andrea della Robbia della Vergine Incoronata - Resurrezione e Vita di Gesù. Nell'ultima cappella invece c'è il mausoleo di San Bernardino di Silvestro dell'Aquila (1488-1504), commissionato da Jacopo di Notar Nanni. Altre opere importanti sono il Mausoleo Pereyra Camponeschi, l'altare in marmo policromo e lo splendido soffitto ligneo intagliato, dipinto e dorato da Ferdinando Mosca di Pescocostanzo, insieme al pregevole organo ligneo della controfacciata.

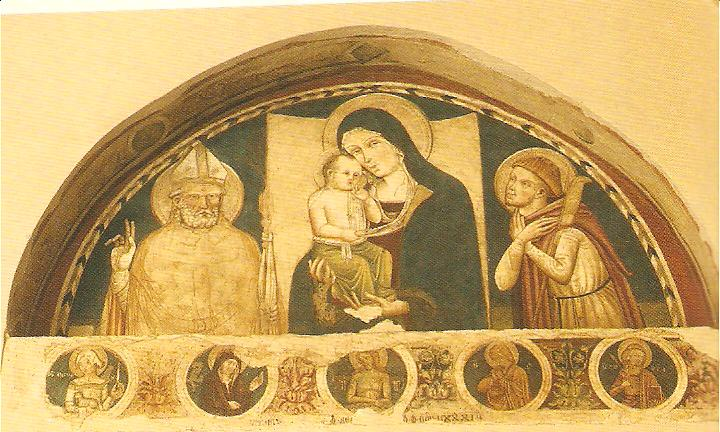
Lunetta del portale di Sant'Amico, affrescata da Antonio da Atri (XV secolo), raffigurante la Madonna col Bambino tra Sant'Agostino e Sant'Amico

- Monastero di Sant'Amico degelle suore Agostiniane femmine: si trova nel locale della Genca, nella zona nord-ovest. Abitato sin dal 1370 dalle monache agostiniane, fu un luogo di silenzio e di preghiera, difficilmente accessibile al clero; fino al terremoto del 2009 era abitato da dieci monache con stabile residenza. I restauri del dopo sisma si sono conclusi nel 2014. Durante i restauri sono stati scoperti importanti affreschi cinquecenteschi, poiché dopo il 1703 il monastero era stato ricostruito in forme barocche. La chiesa esterna ha un aspetto rinascimentale-barocco sobrio, con un portale di forme classiche, dove si conserva un affresco di Antonio da Atri della Madonna col Bambino, l'interno è a navata unica, riccamente decorato da stucchi. Sul fianco si apre il monastero, oggi trasformato in parte in convitto per l'educazione, sin dall'antichità, delle più importanti famiglie aquilane. Nel Seicento il monastero venne rifondato dal vescovo De Rueda, per raggiungere fino al primo '700 il massimo splendore. La configurazione non è stata alterata fino ad oggi: un complesso di volumi disposti a T, coro e chiesa con antistante atrio, su cui si aprono due portali in pietra, uno a timpano curvilineo intero, e l'altro più grande d'ingresso, di aspetto settecentesco. In seguito agli interventi di restauro, la parte più antica del monastero di matrice quattrocentesca, con porticati e ambienti voltati a crociera ornati dagli affreschi rinascimentali, è tornata all'originale fattura.

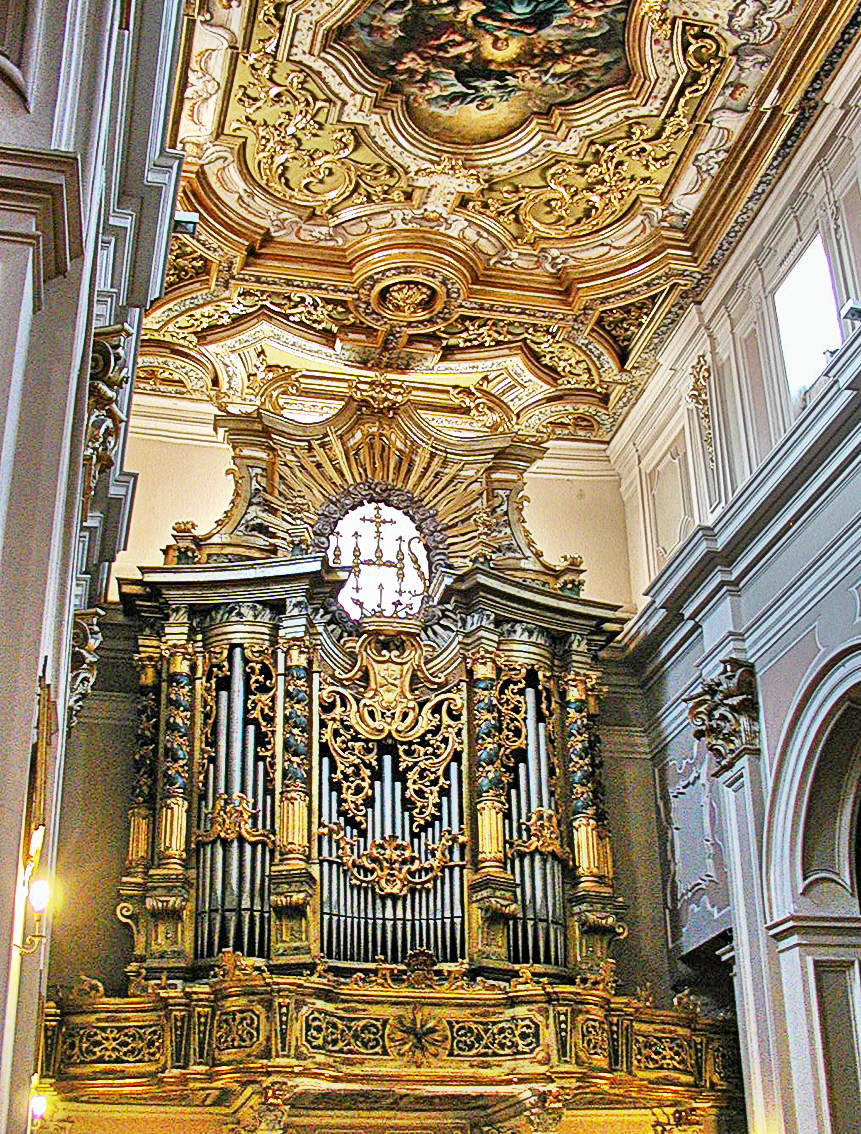
L'organo settecentesco e il soffitto di Ferdinando Mosca, nella Basilica di San Bernardino

- Convento di San Basilio Magno: si trova a ridosso delle mura, nella parte più a nord del quartiere, prospiciente il Piazzale Battaglione del Forte spagnolo. Il monastero fu fondato secondo la tradizione nel 496 d.C. da Sant'Equizio[6], discepolo di San Benedetto e terzo dei 4 patroni aquilani. La chiesa attuale però, dalle testimonianze esistenti, si può datare intorno all'anno 1000 come prima ricostruzione; nel 112 fu riconsacrata dal vescovo Dodone, e visse i suoi periodi più floridi come sede delle Monache Benedettine Celestine, alla pari di altre congregazioni femminili monastiche dell'Aquila, come la chiesa di Sant'Amico. Le monache contribuirono con il convitto a potenziare la crescita culturale ed economica della città; nel 1493 la regina Giovanna II di Napoli andò a visitarlo, così come Maria Pereyra Camponeschi, parente di papa Paolo IV. Nel XVII secolo le Benedettine vennero sostituite dalle Celestine e fu in questo periodo che il monastero fu ricostruito secondo le forme barocche.

La struttura si affaccia dall'alto del lato settentrionale della città, e si articola attorno al chiostro che, a pianta trapezoidale, risulta aperto in archeggiature piuttosto basse, al piano terra e in file di finestre a quello superiore, caratterizzato da murature ad intonaci. La chiesa ha pianta longitudinale, addossando la propria facciata all'estremo del prospetto settecentesco, formando con esso un angolo retto dal quale prende spazio un'ampia piazza. La facciata della chiesa è verticale e snella, divisa da due ordini da un robusto cornicione marcapiano; l'ordine inferiore è riempito da un portale con timpano curvilineo schiacciato, su mensole angolari, e da un'apertura rettangolare a mostre sagomate, quello superiore da una finestra a sesto ribassato. L'interno è sostanzialmente settecentesco, formato da una navata unica con volta a botte, con due cappelle per lato, concludendosi con uno spazio centrico presso il presbiterio, coperto da cupola. Quest'ultimo si integra in maniera efficace con la parte longitudinale, creando nell'insieme un particolare effetto plastico. La parete di fondo della zona absidale è compresa in un'ampia archeggiatura dominata da un lunettone con decorazioni marmoree policrome. In basso sporge l'altare maggiore con alto timpano spezzato su paraste corinzie. Il dipinto centrale è di Francesco De Mura del 1733 e raffigura Gesù, Dio Padre e i Santi. Dalle pareti laterali si affacciano due cantorie lignee dorate; un altro coro ligneo è posto presso la porta di accesso. I primi altari laterali sono del 1729 di Rocco Cicchi.
- Ex monastero di Sant'Agnese - Ospedale vecchio San Salvatore: si trova esattamente accanto al convento di San Basilio, in Piazza San Salvatore. Agli inizi del XIV secolo fu edificato, dedicato alla protettrice dei maldicenti, per cui oggi esiste ancora la "Festa di Sant'Agnese e delle Malelingue". Il monastero divenne l'asilo, secondo l'Antinori, della prostitute, e venne soppresso dopo il 1861, divenendo una casa di cura. Oggi il monastero, benché ancora leggibile nel suo impianto, è stato trasformato nella storica sede dell'ospedale San Salvatore con la scuola di ostetriche, e successivamente dopo il trasferimento della struttura in un edificio moderno nella contrada Coppito, è in gestione della Facoltà di Chirurgia dell'Università dell'Aquila. L'interno della chiesa tuttavia è ancora ben conservato nello stile barocco, con navata unica, piccola calotta pseudo-cupola presso il presbiterio, le volte a botte lunettate e il monumentale altare maggiore con cornice a timpano triangolare. Anche il chiostro del monastero si conserva molto bene, con un ordine di arcate a tutto sesto alla base, e volte a crociera, che abbracciano il piazzale.

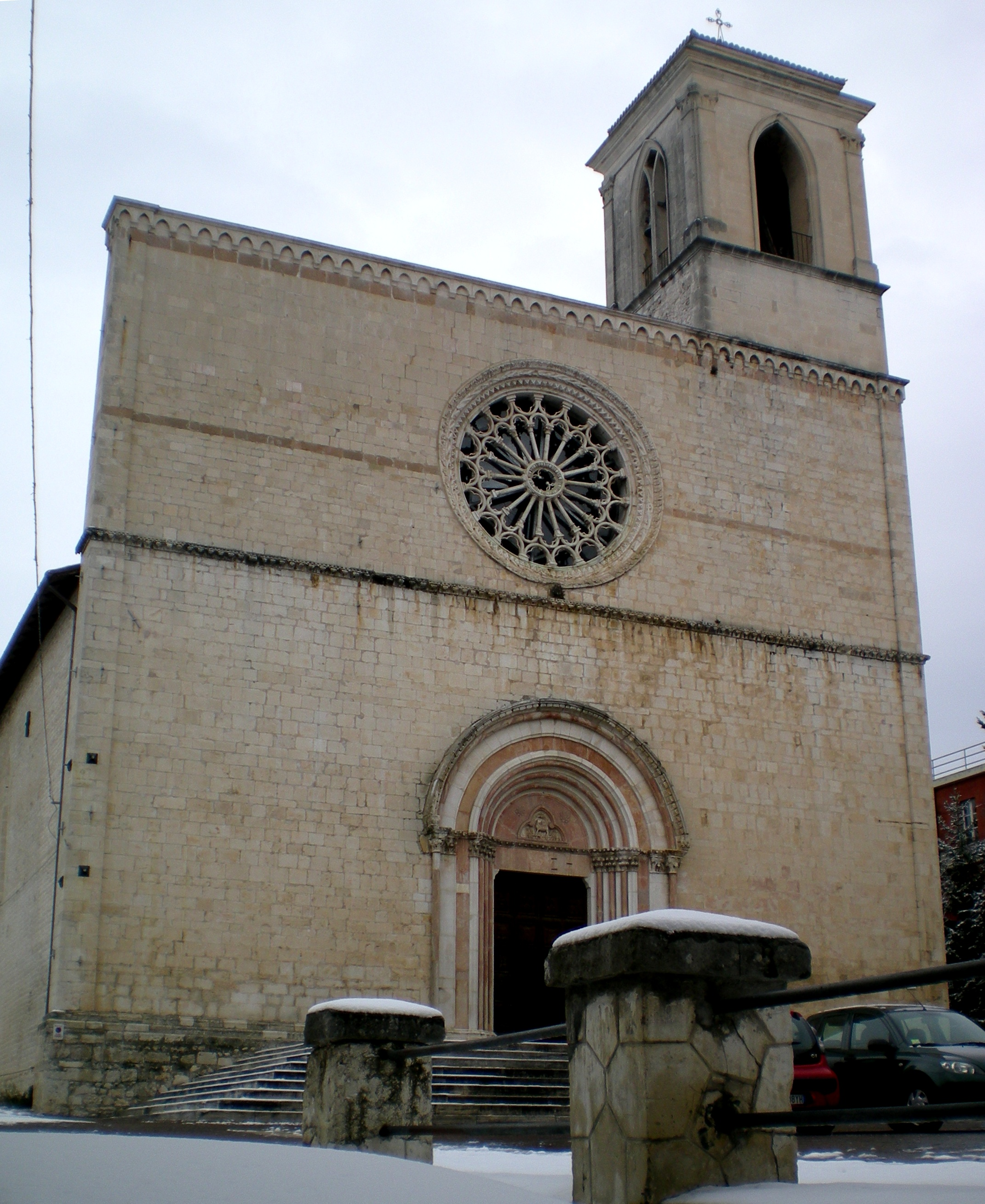
Chiesa di San Silvestro

- Chiesa di San Silvestro: edificata nel XIV secolo per volontà dei castellani di Colle Branconio e San Silvestro, e finanziata dalla famiglia stessa dei Branconio, presenta un aspetto gotico-romanico all'esterno, e gotico-rinascimentale all'interno, dopo i corposi restauri del 1967-69 di Mario Moretti. Dai documenti di Signorini, la chiesa esisteva nel 1350, probabile tesi perché nel 1349 c'era stato un terremoto, ma dei restauri hanno confermato che la chiesa esisteva molto tempo prima. Nella metà del Trecento secondo Moretti furono rifatte la facciata con il portale tardo romanico, e la mostra del rosone, mentre ai primi del Quattrocento è ascrivibile la raggiera, e al Cinquecento inoltrato il perno della ruota.[7]L'interno, in particolare le arcate ogivali delle tre navate, i piloni a fascio, e i materiali, vengono da Moretti riferiti alla seconda metà del Duecento e ai primi del Trecento, in analogia alle costruzioni di Santa Giusta, Collemaggio e San Pietro. Per la dimensione dei capitelli tardoromanici delle colonne si ipotizza che la chiesa, distrutta nel 1315, andò immediatamente ricostruita, con l'aggiunta della facciata tardo-romanica, e del campanile gotico. Gli arricchimenti estetici dell'interno, affreschi, stucchi vari, come quelli della cappella Branconio, sono successivi al terremoto del 1461. La facciata ha alla base un monumentale portale romanico dilatato in larghezza rispetto all'attuale ridimensionata facciata, e ha elementi di analogia con i portale di Santa Giusta e San Marco, per lo strombo, la distribuzione delle colonne frontali e l'archivolto, dando origine a una fascia incassata concentrica. Il cromatismo è il rosa sfumato, per la pietra usata dalla cava di Sassa, ed è presente nella lunetta incassata con il bassorilievo dell'Agnus Dei. Il rosone soprastante risenti maggiormente dell'influsso gotico trecentesco, come la decorazione della mostra, mentre la raggiera è ancora romanica, composta da arcatelle a tutto sesto con lobature interne. Dopo il 1703 l'interno venne ricoperto di stucchi, e intonaci, smantellati da Mario Moretti per recuperare gli affreschi rinascimentali di Silvestro dell'Aquila. La chiesa ha un impianto basilicale a tre navate terminanti in absidi poligonali, la copertura a capriate lignee delle navate contrasta con la copertura a volte delle absidi, che risultano di altezza minore. La riscoperta degli affreschi medievali ha tracciato collegamenti artistici con la scuola toscana, collegamento già evidenziato dalla tela della Visitazione di Raffaello (1520) per Giovanni Battista Branconio, sul lato destro dell'ingresso c'è un affresco della Vergine col Bambino di Francesco da Montereale, mentre la gran parte degli affreschi rinascimentali è stata rinvenuta presso l'abside maggiore. Al centro di uno sfondo celeste si trovano il Cristo in maestà dentro una mandorla sorretta da angeli, e intorno gli Evangelisti inginocchiati, con la Madonna e San Giovanni Battista in preghiera, al di sotto in forma serrata gli Apostoli. Nella volta del presbiterio campeggia la Madonna col Bambino, ugualmente inclusa in una mandorla, contornata da angeli, definita da una triplice cornice di colori. Il cielo è costellato da angeli in volo che suonano strumenti musicali, mentre altri pregano o conversano. Nell'arco trionfale si stende un'unica scena raffigurante l'Adorazione dei Magi: la rappresentazione dell'incontro tra la Sacra Famiglia e i Magi è posta in secondo piano, mentre ilo resto è completamente dedicato alla descrizione del corteo, senza alcuna coerenza prospettica, all'interno di un articolato paesaggio di montagne e boschi.

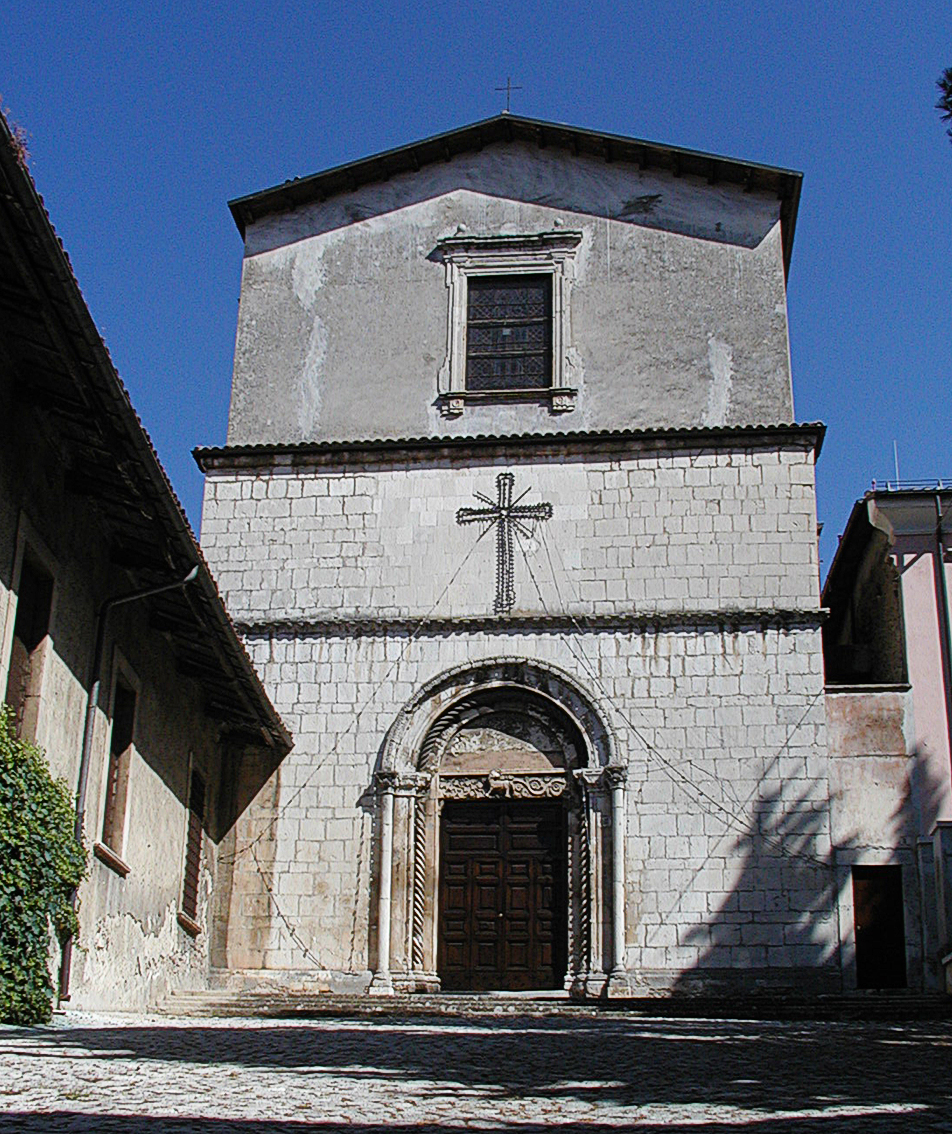
Chiesa di Santa Maria del Carmine

- Chiesa di Santa Maria Assunta d'Assergi o del Carmine: di origini duecentesche, la chiesa dei castellani di Assergi ebbero concessione di erigerla sul secondo punto più alto della città dopo la zona di Santa Maria Paganica, la parrocchia è il duplicato della chiesa di Santa Maria Assunta nella frazione aquilana, dove si trova il corpo di San Franco. Il locale di Assergi non si sviluppò mai abbastanza nei secoli, come gli altri coevi, tanto che ci furono dispute anche per l'edificazione della basilica di San Bernardino. Nel 1557 il campanile turrito fu mozzato dagli Spagnoli per evitare rappresaglie contro il Castello; l'impianto originale, all'esterno denunciato nelle forme della facciata bassa quadrangolare in pietra concia, si organizza dimensionalmente in un rettangolo di lunghezza 8 canne per larghezza, e un'altezza non superiore alla metà. La chiesa nel XVII secolo andò in mano ai Carmelitani che la ristrutturarono, realizzando nel 1637 il coro ottagonale voltato, poi ci fu il prolungamento verticale delle pareti per un'altezza pari al doppio delle preesistenti, la realizzazione di un nuovo fronte barocco. Presso il portale romanico strombato risalta la lunetta con l'Agnus Dei al centro di gruppi fogliati di vite ed acanto, ed era sormontato da un rosone, oggi occupato dal finestrone della ricostruzione post-1703. L'interno a navata unica ha una fodera muraria per rafforzamento delle pareti, alternata da paraste corinzie che inquadrano le cappelle, dando un sapiente tono chiaroscurale all'ambiente.

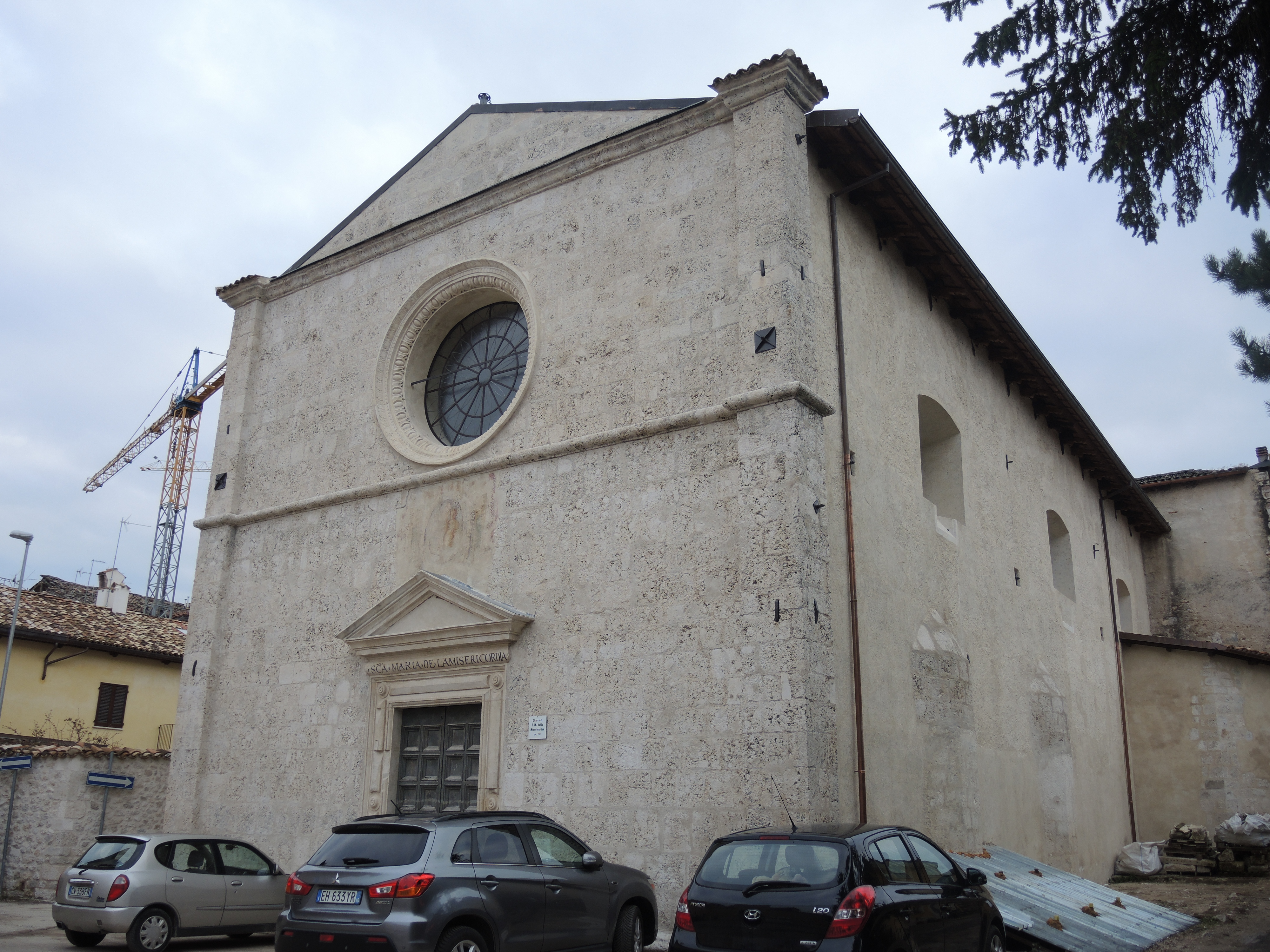
Chiesa di Santa Maria della Misericordia

- Chiesa di Santa Maria della Misericordia: si trova nei pressi di Piazza San Silvestro, lungo la via Coste della Misericordia. Fu costruita a metà Cinquecento, dopo un evento miracoloso dell'apparizione della Vergine. I lavori iniziarono nel 1528, su progetto di maestranze lombarde e terminarono nel 1531. Tre anni più tardi venne realizzato il tabernacolo ligneo, opera di Paolo di Marino da Barete, e l'anno successivo si decorerà la cappella principale, dove si trova l'icona sacra della Vergine della primitiva chiesetta. Dopo il terremoto del 1703 la facciata venne ricostruita seguendo lo schema tipico tardo romanico celle chiese aquilane: coronamento orizzontale con portale cinquecentesco a timpano triangolare, e grande oculo centrale in asse. L'interno venne restaurato in forme barocche, anche se già era a navata unica con cappelle laterali. All'interno inoltre si trovano tracce di affreschi rinascimentali che erroneamente sono stati attribuiti a Giovan Francesco delle Palombelle, e raffigurano scene della Passione e del Vangelo, come l'Annunciazione, l'Incoronazione. La navata è coperta da volta a botte lunettata, ornata da cornici a stucco. Il disegno delle pareti laterali è stato affidato a una teoria di paraste corinzie ribattute, poste in corrispondenza dell'attacco dei lunettoni della volta superiore, ad inquadrare i sei altari laterali (tre per lato), incorniciati da gruppi di lesene e controlesene, che sorreggono la trabeazione curvilinea, affiancata da specchiature laterali. L'aula è fasciata da una trabeazione continua al di sopra della quale si aprono ampi finestroni rettangolari con timpano semicircolare a sesto ribassato, e decorazione a stucco, composta da putti con ghirlande di fiori. Secondo l'Antonini la decorazione a stucco è da ricondursi a un intervento seicentesco, mentre nel tardo Settecento è stata realizzata la decorazione rococò che riveste la volta della navata.

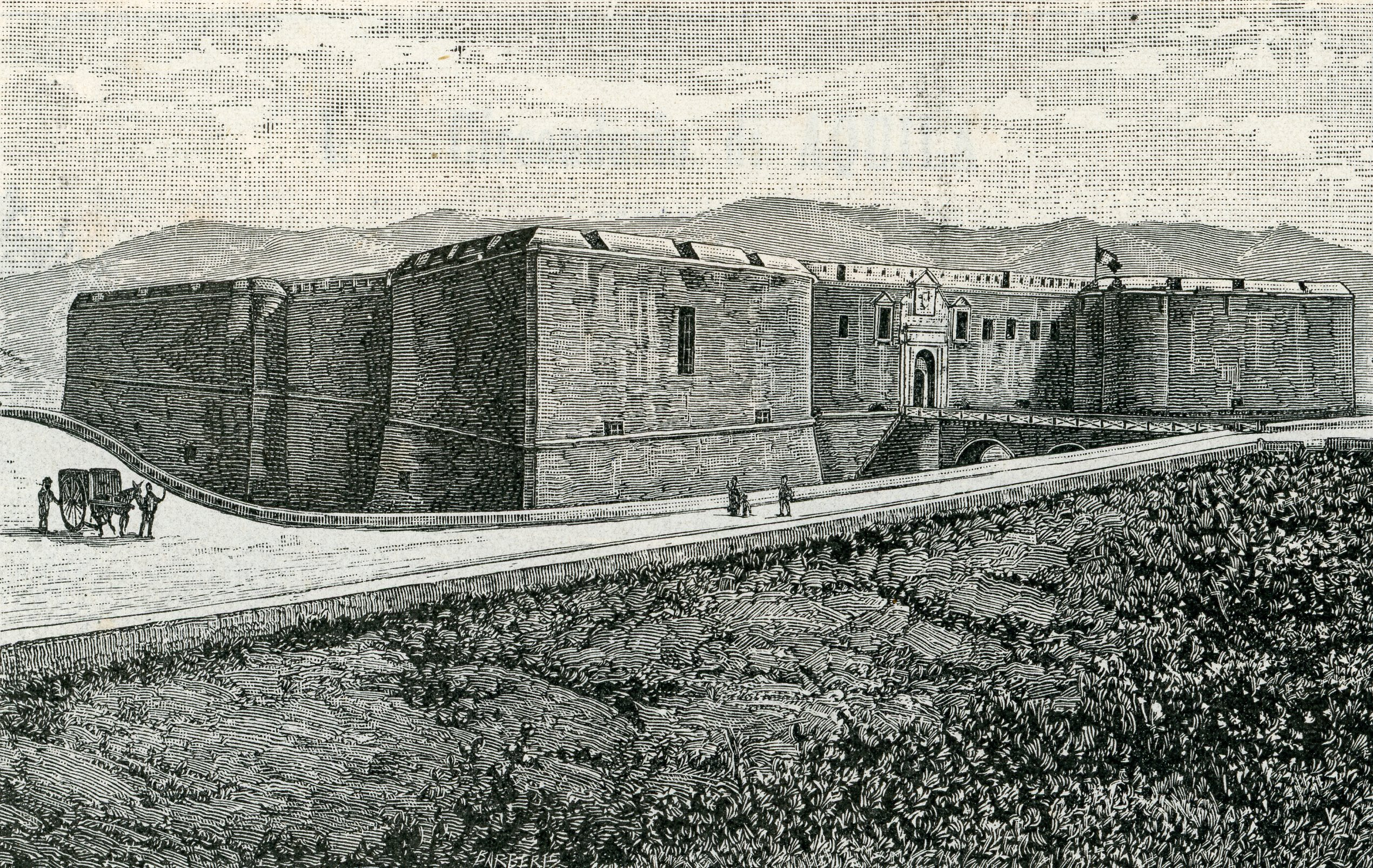
Il Castello Cinquecentesco in un disegno del 1898

- Chiesa del Crocifisso: si trova nel Parco del Castello, costruita presso un torrione delle mura medievali, che oggi funge da campanile. La chiesa risale al 1607 voluta da Baltasar de Zuniga; nel 1628 fu realizzata nei pressi una Via Crucis, che raggiungeva la chiesa della Madonna del Soccorso presso il cimitero. La chiesa ospitò anche un tribunale inquisitorio per la tortura dei condannati; nel corso dei restauri sono stati trovati affreschi tardo rinascimentali. Ha pianta longitudinale a croce latina, con il primo corpo della chiesa, molto semplice a forma di capanna, conclusa sul retro dal gruppo delle torri medievali, tre, delle quali la maggiore che funge da abside. L'interno è ad aula unica.

- Chiesa di Santa Maria di Forfona: si trova nel moderno quartiere "Costanzo Ciano" (in piazzale Matteotti), edificato negli anni '30 in un'area del contado dentro le mura praticamente spopolato, se non animato dalla presenza della chiesa, che attualmente si affaccia su Piazza Matteotti. La chiesa originaria risale, secondo l'Antinori, alla metà del Duecento, fondata dai castellani del locale di Forfona. Nella costruzione del quartiere nel 1938 fu semi-demolita e arretrata, con l'aggiunta di un'abside semicircolare. La chiesa ha un aspetto pseudo-gotico per quanto riguarda il corpo, mentre la facciata è l'unico elemento originale, in classico romanico aquilano a coronamento orizzontale a schema quadrangolare, divisa in due ordini da cornice, con portale a tutto sesto tardo-romanico, strombato, mentre nel secondo ordine c'è un oculo centrale con mostra decorata da due angeli che lo sorreggono. Tali angeli sono stati attribuiti da Moretti alle maestranze umbro-senesi del Trecento, perché tale motivo non è presente nelle altre chiese della città. L'interno è pseudo-romanico, a navata unica, con la luce proveniente da delle monofore gotiche in pseudo-stile duecentesco.

- Santuario di Santa Maria del Soccorso: si trova presso il cimitero comunale, e benché non rientri nel perimetro murario, la sua storia è ascrivibile al quarto di Santa Maria. Fu edificata tra il 1469 e il 1472, con il contributo del Cardinal Amico Agnifili e del mercante Jacopo di Notar Nanni, presso il luogo dove sorgeva una piccola cappella con l'immagine della Madonna. La facciata fu realizzata forse nel 1496, opera di Silvestro dell'Aquila, mentre altri indicano Andrea; essa è a coronamento orizzontale, realizzata nel tardo romanico aquilano, con architrave a spioventi. Un paramento quadrangolare a fasce orizzontali in pietra bianca e rossa (i colori civici aquilani prima del 1703), ripartito in due ordini di altezza disuguale da eleganti cornici e coronato, da un frontone classico. Nel portale, ripreso dallo stile di Collemaggio, si notano elementi classici, specialmente le paraste frontali scanalate e i capitelli: l'insieme è un'armonia tra romanico arco a tutto sesto e strombature gotiche, con la lunetta affrescata.

L'affresco è di Paolo di Montereale: Madonna col Bambino tra santi; presso l'architrave del portale c'è lo stemma degli Olivetani, che usarono la chiesa nel Settecento per la loro congregazione.
La pianta è a croce greca longitudinale, ha navata unica e volte ogivali, che mostrano motivi medievali e rinascimentali. Presso il transetto c'è l'altare con il dipinto della Vergine del Soccorso, incastonata nel tabernacolo marmoreo del 1470, forse di Andrea dell'Aquila, mentre in una cappella ci sono le tombe di Nicola e Jacopo di Notar Nanni, banchieri aquilani, legati alla figura di San Bernardino. Nella stessa cappella c'è il sepolcro di Jacopo di Notar Nanni del 1504. L'altra cappella a sinistra del transetto è dedicata al Crocifisso, con la tomba di Luigi Petricca Pica (XVIII secolo).

### Architettura civile

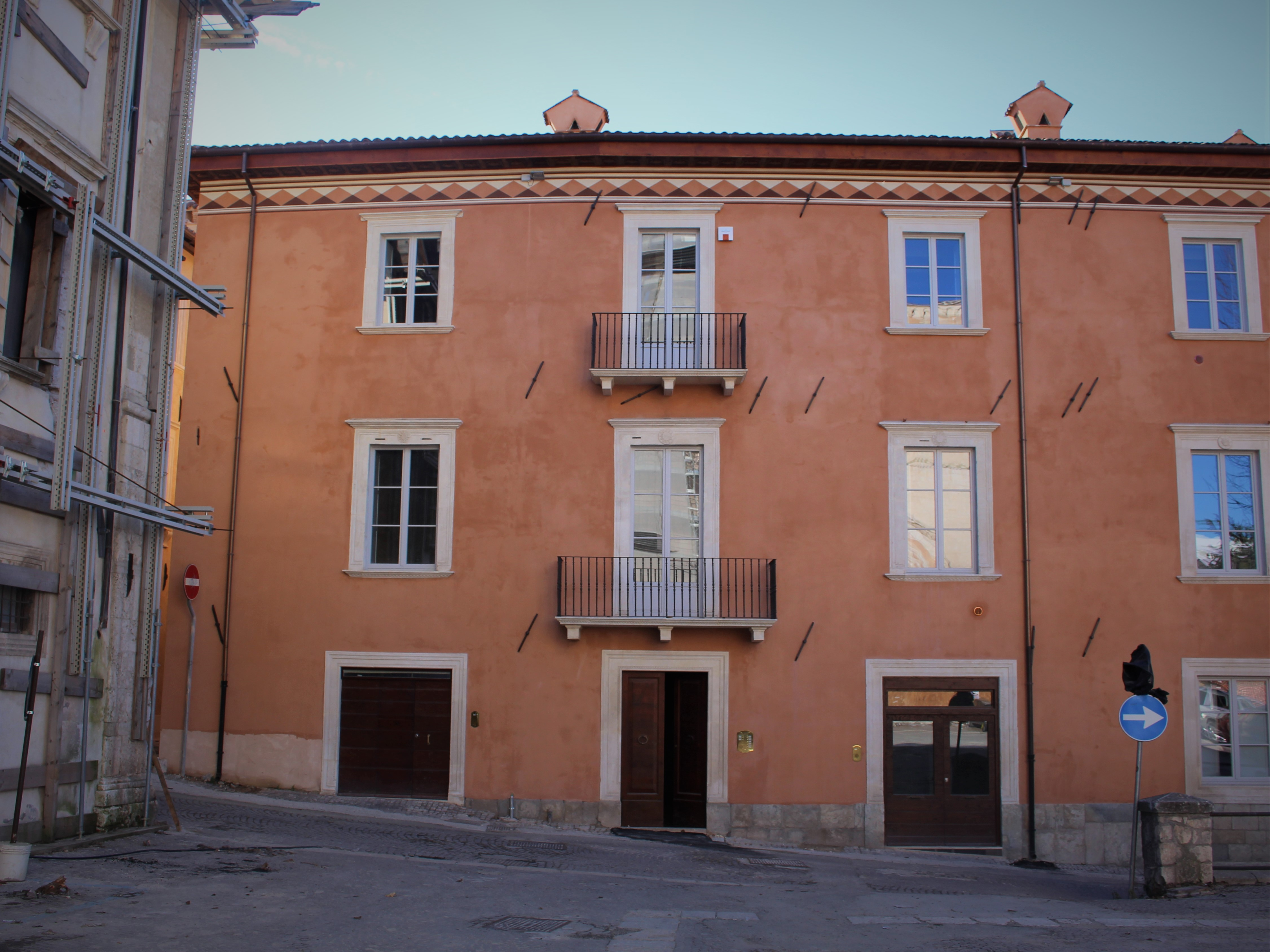
Palazzo Branconio

- Palazzo Farinosi Branconi: in piazza della chiesa di San Silvestro, è uno dei palazzi più belli e meglio conservati della città, nonostante le devastazioni telluriche. Fu realizzata tra il XV e il XVI secolo, poiché il vecchio Palazzo Branconio era diventato troppo piccolo per la facoltosa famiglia aquilana proveniente da Collebrincioni. Il palazzo è decorato alla maniera settecentesca, pur conservando la patina rinascimentale, ed è ornato presso l'ingresso dallo stemma nobiliare. Dal cortile si accede all'interno con chiostro, e con splendide sale abbellite dagli affreschi che raffigurano scene dell'Antico Testamento, paesaggi naturali abruzzesi e un ciclo sulla vita di Papa Clemente I, molto venerato nella regione.

- Palazzo Branconio: in Piazza San Silvestro, fu il primo palazzo della famiglia Branconio realizzato nel XIV secolo circa, divenuto importante grazie a Giovanni Battista Branconio, che fondò a Roma anche il Palazzo Branconio dell'Aquila nel rione Borgo (progettato dall'amico Raffaello), demolito con le ricostruzioni fasciste. Il palazzo aquilano venne radicalmente ristrutturato da Francesco Contini nel 1624 e abbellito con la realizzazione di un giardino con casina delle delizie, oggi scomparsa. Il portale del palazzo è rinascimentale, posto sul fronte meridionale, e dedicato alla cappella privata di Girolamo Branconio. La facciata era quasi completamente decorata da pitture di Francesco degli Oddi, ma con il terremoto del 1703 l'insieme decorativo è andato perduto. Il palazzo si pone frontalmente verso la chiesa di San Silvestro, ed è costituito da tre livelli, cui si aggiunge la porzione sotterranea. La facciata presenta un impaginato architettonico regolare, con ingressi al pianterreno, che interrompono un rivestimento basamentale in pietra grigia, e le finestre ai piani superiori impreziosite da cornici in pietra bianca di Poggio Picenze, recanti ciascuna il monogramma di San Bernardino. Di rilievo è l'attacco al cielo della sommità che mostra un raffinato cassettonato ligneo, reso evidente dalla decorazione a losanghe.

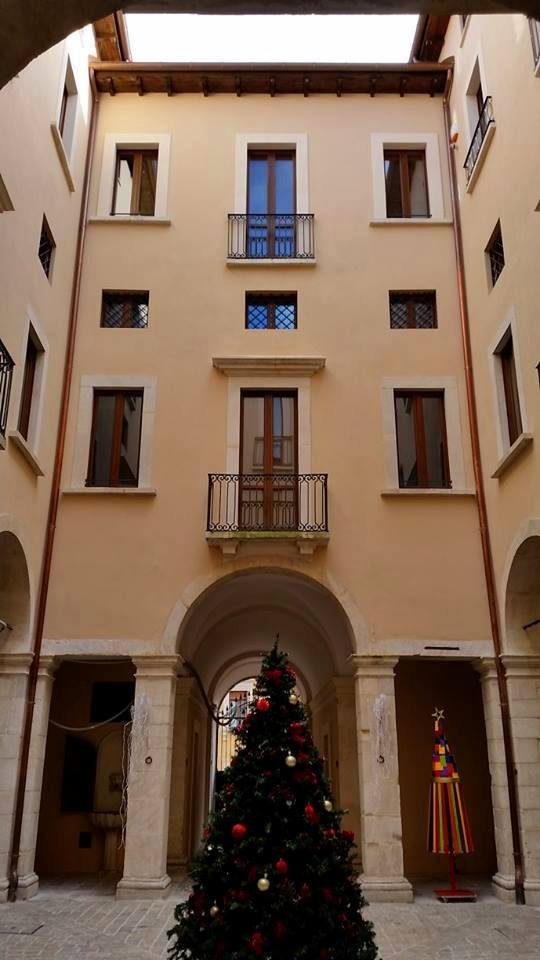
Palazzo Cappa Cappelli

- Palazzo Cricchi: lungo il corso Vittorio Emanuele nord, il palazzo risale al XVII secolo, come dimostrano alcuni elementi artistici, tra cui un affresco di San Cristoforo, protettore dei viandanti, del Seicento. Il palazzo attuale è settecentesco, riedificata sopra il precedente rinascimentale suddiviso in due corpi di fabbrica, riunificate con la nuova struttura. La facciata principale si trova sul corso, mentre quella opposta volge verso Piazza Santa Maria Paganica.

- Palazzo Cappa Cappelli: sul corso Vittorio Emanuele, fu edificato dopo il 1703 sopra il palazzo Ciampella. Nel XIX secolo appartenne ai Marchesi Antonini e poi a Francesco Cappelli, da cui prese il nome. La facciata principale è sul corso, mentre sul retro si apriva un cortile, trasformato poi nella Piazzetta del Sole.

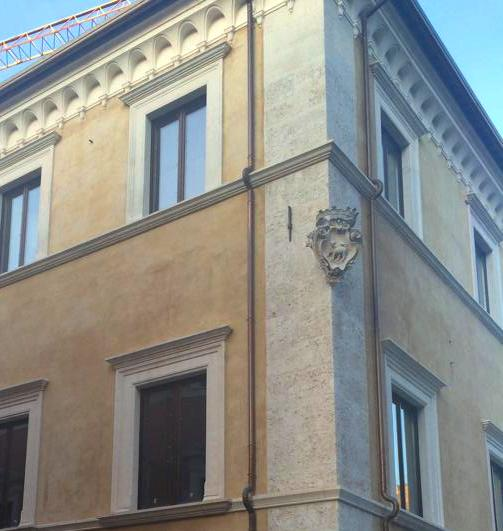
Palazzo Lucentini Bonanni

- Palazzo Lucentini Bonanni: allo sbocco del corso su Piazza Regina Margherita, il palazzo è stata la storica residenza dei Lucentini nel XVI secolo. Dopo il 1703 il palazzo fu ricostruito dai Pietrucci e dal XIX secolo è proprietà dei Bonanni, baroni di Ocre, che si stabilirono nella struttura dopo aver ceduto al comune il palazzo Cipolloni Cannella, sempre sul corso. Nel 1933 il palazzo venne privato di una porzione situata verso il Palazzo Paone Tatozzi per la realizzazione dello slargo dedicato alla Regina Margherita. L'edificio ha un aspetto rinascimentale a tre livelli, con pesanti contrafforti sugli angolari; sull'angolo più importante che sta sul corso è installato lo stemma familiare dei Bonanni, blasonato come "d'oro al gatto passante di nero con la testa in maestà".[8]La simbologia del gatto torna anche nella toponomastica della zona, come appunto la via del Gatto, poco distante.

- Palazzo Banca dell'Adriatico: si trova davanti al Palazzo del Convitto, lungo il corso Vittorio Emanuele, realizzato poco dopo il 1927 durante il rinnovamento stilistico del corso Vittorio Emanuele. Il palazzo ha struttura rettangolare, con facciata molto semplice in chiaro stile razionalista, con finestre a timpano spezzato e portico monumentale alla base. Ospitò prima il Banco di Roma, trasferitosi dal Palazzo Betti, e attualmente la Banca dell'Adriatico.

- Palazzo Istituto INAIL - Uffici Governativi Opere Pubbliche: l'istituto fu inaugurato nel 1922 presso uno stabile storico lungo il corso, successivamente demolito negli anni '30 e ricostruito in stile razionalista. Il palazzo fa parte di un complesso molto più vasto, che si estende lungo gran parte di via San Bernardino, fino al piazzale della basilica. Inaugurato nel 1935, il palazzo mostra una struttura cubica rettangolare, con facciata principale lungo il corso, dotata lungo via San Bernardino di portici molto schematici, della scritta dell'istituto, e in origine di fasci littori. I portici lungo la via in declivio sono rialzati, in modo da offrire una deambulazione regolare lungo il pavimento in marmo, permettendo l'accesso alla zona della Basilica di San Bernardino oltrepassando in altezza lo sbocco di via Fortebraccio. Dopo tale via i portici si collegano al palazzo degli Uffici, non dissimile dall'INAIL, ma più armonico nelle forme, composto da uno stabile a pianta rettangolare, dove uno degli spicchi verso via Fortebraccio si arrotonda, formando una curva.

- Palazzo Ciolina: nome completo "Ciolina-Campella", è un palazzo tardo-rinascimentale posto di fronte al Palazzo del Convitto, all'ingresso del Corso Umberto, e fiancheggia all'altro capo del corso Vittorio il Palazzo Fibbioni. La struttura è compresa nell'incrocio dei Quattro cantoni, mostrano un impianto quadrato con gli spigoli in pietra, e il resto dell'esterno intonacato di ocra, eccezione per il primo piano in pietra, dove si trovano le grandi arcate per le botteghe. Quando nel primo '900 la via dove si trova è stata intitolata a Umberto I, sul palazzo è stata posta una monumentale targa commemorativa con l'immagine del re.

- Casa INCIS: realizzata come palazzo popolare per gli impiegati statali, si trova all'ingresso di via Duca degli Abruzzi. Per l'edificazione di quest'area, con la conseguente apertura della via, venne demolito il sobborgo del locale Genca, con la chiesetta di Santa Maria del Guasto. Il palazzo è in chiaro stile razionalista, a pianta rettangolare, mostrando il lato sul viale Nizza arrotondato, in modo da rompere il classico schematismo dell'arte razionalista.

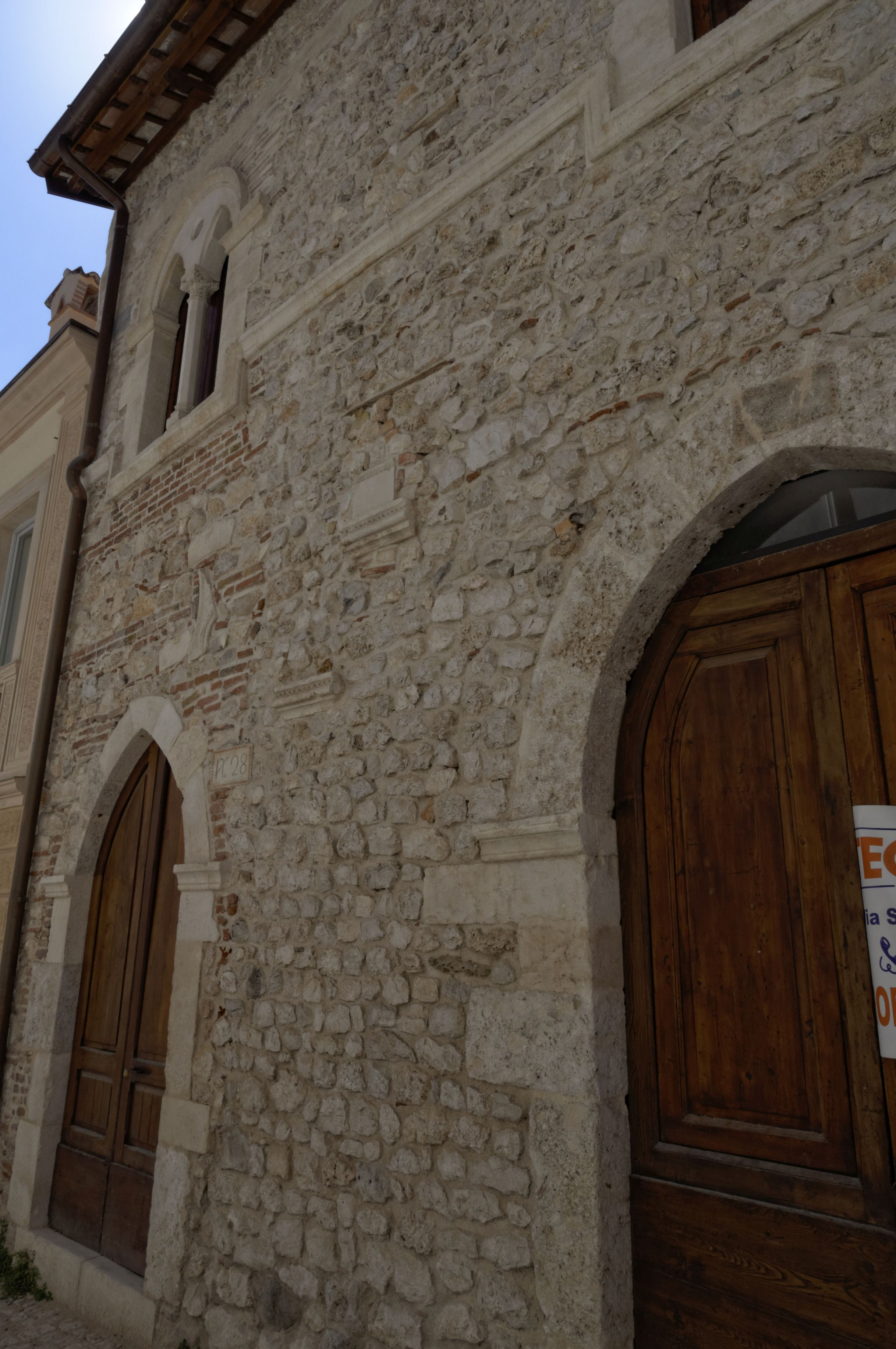
Casa di Buccio di Ranallo

- Palazzo Fibbioni: si trova sul corso Vittorio Emanuele, all'incrocio con via San Bernardino dei Quattro Cantoni. Era il palazzo principale dell'omonima famiglia il cui capostipite, Bartolomeo del Secco, si trasferì all'Aquila nel XVI secolo, ricevendo il soprannome di "Fibbione", trasferitosi successivamente al titolo del palazzo. La famiglia si estinse nel XIX secolo e gli ultimi discendenti Teodora e Agnese Fibbioni nel 1899 decisero di istituire una fondazione per la tutela del palazzo. La struttura è un classico esempio di architettura rinascimentale aquilana conservatasi nonostante i rifacimenti, è caratterizzato da due prospetti pubblici (quello su via San Bernardino), il secondo sul corso Vittorio. Le facciate sono tripartite orizzontalmente con quella principale, modificata nei secoli, con portale in bugnato del XVII secolo, e quella di San Bernardino con le aperture di stampo classico quadrangolare.

- Palazzo Carli Benedetti: in via Accursio, fu edificato nel XV secolo, sopra il colle più alto del rione Santa Maria. Il palazzo ha un bel cortile rinascimentale attribuito a Silvestro dell'Aquila, con pozzo centrale. Un'imponente scalinata di fronte all'entrata è sovrastata da una grande arcata con portici su tre lati.

- Palazzo Cipolloni Cannella: si trova allo sbocco del corso Vittorio su Piazza Duomo, edificato nel 1490 dalla famiglia Pica-Camponeschi. Nel 1508 la struttura fu ceduta e cambiò vari proprietari, fino all'acquisto nel 1634 dei Bonanni. Dopo il terremoto nel 1703, nel 1717 fu ricostruito, e fu sempre gestito dai Bonanni, fino al loro trasferimento nel Palazzo Lucentini in Piazza Regina Margherita, venendo venduto ai Cipolloni. Il palazzo ha una connotazione neoclassica, avendo perso quasi completamente l'impianto originario, e fino al 1896 ospitò la Banca Nazionale.

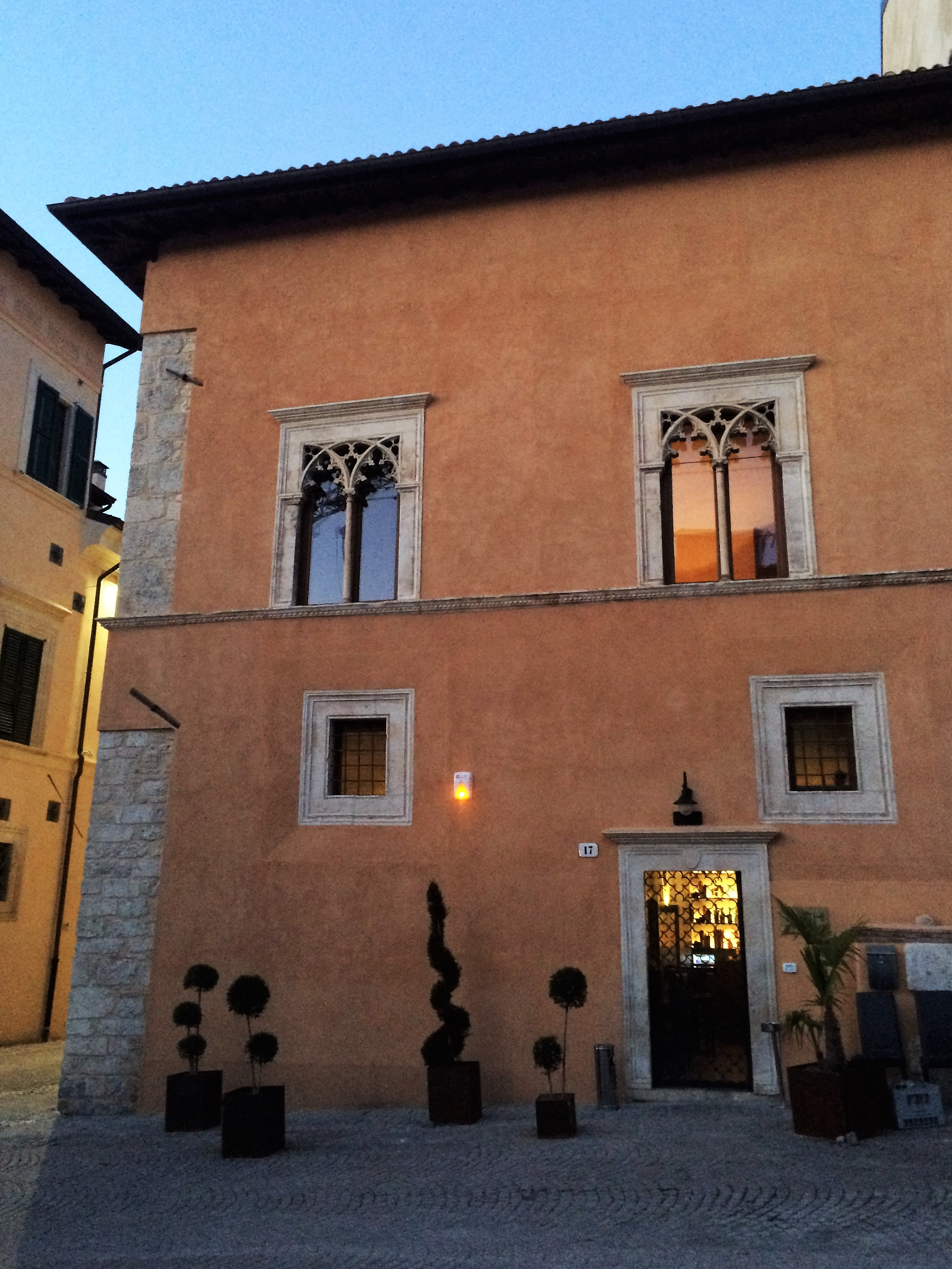
Casa Cappa Camponeschi

- Palazzo Ardinghelli: si trova in Piazza Santa Maria, nel cuore del rione. Fu progettato nel XVII secolo dall'architetto Francesco Fontana per conto degli Ardinghelli di origini fiorentine. La struttura infine fu completata tra il 1732 e il 1742, mentre la facciata ultimata con scalone monumentale nel 1955, su progetto del 1928 che riproponeva il motivo del timpano sul finestrone centrale. Si accede alla struttura, articolata su due piani, attraverso un portale in bugnato, in portico voltato a crociera che introduce al cortile ad esedra, elemento molto singolare del palazzo. Al primo piano, sul porticato, sono presenti una serie di finestre a timpano curvilineo, mentre l'esedra si apre in un loggiato che, in corrispondenza dell'ingresso, è interrotto da un singolare balcone decorato da settecentesca ringhiera di ferro, unico esempio aquilano di balconata a quota variata. Di grande pregio sono le decorazioni pittoriche dello scalone, realizzate da Vincenzo Damini (1749). Con il restauro del palazzo dopo il terremoto del 2009, è in allestimento una mostra permanente della Fondazione Maxxi, che dovrebbe essere inaugurata nel 2018.[9]

- Palazzo Cappa Camponeschi: accanto al Palazzo Ardinghelli prospettante su Piazza S. Maria Paganica, è stato realizzato mediante l'accorpamento di due strutture: l'antica casa quattrocentesca dei Camponeschi, e il nuovo palazzo sei-settecentesco. Un poderoso pilastro angolare, in pietra regolare a facciavista ed una cornice marcapiano danno l'impressione di solida eleganza, Nella vasta parete intonacata si succedono, con ritmo regolare, le sei finestre contornate da cornici classiche ed i davanzali sorretti da coppie di eleganti mensoline.[10]Sul risvolto di via Paganica, oltre alle sei finestre e le quadrotte schiacciate, come su via Garibaldi, si apre il portale settecentesco con vano ad arco policentrico sobriamente incorniciato e arricchito da un disegno con snelle volute e altissimo cartiglio rettangolare. L'angolo meridionale ha un portale gotico medievale; all'interno nella corte si trovano nella parete di fondo un portale gotico e una finestrella, del XIV secolo con le tipiche palmette che ornano le cornici, piste a limitare la ghiera del vano maggiore.

- Palazzo Lely-Gualtieri: situato tra Piazza Chiarino e via Garibaldi, il palazzo è settecentesco, oggetto di un corposo restauro dopo il terremoto del 2009, conclusosi nel 2014. Il cortile del palazzo ha già ospitato un evento di musica e danza e l'esposizione d'are contemporanea figurativa di Giancarlo Ciccozzi, in occasione della Perdonanza Celestiniana del 2017.[11]L'esterno a pianta rettangolare con avancorpo laterale turrito, è settecentesco, con alcune caratteristiche rinascimentali. L'interno è accessibile mediante scalone monumentale che si biforca in due accessi. Il chiostro interno è molto singolare per i giochi geometrici di luci e ombre, con arcate a tutto sesto.

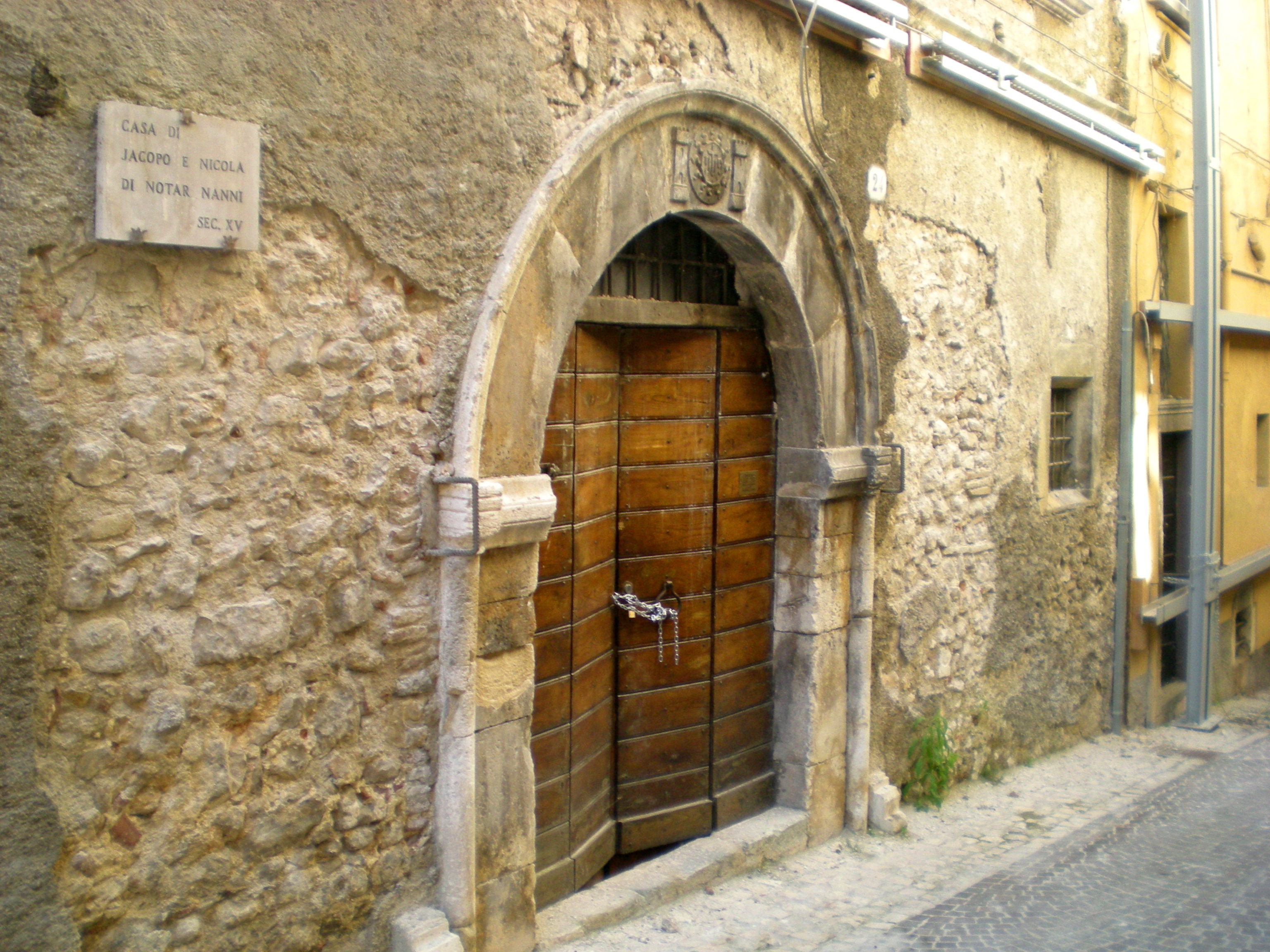
Casa di Jacopo di Notar Nanni

- Palazzo Micheletti: in via Castello, è un edificio storico settecentesco a pianta rettangolare, che mostra però un esterno ancora in sobrie apparenze rinascimentali, con doppio ordine di finestre, e quadrotte presso gli archi delle botteghe alla base. L'interno al piano nobile è ornato da soffitto cassettonato con formelle di cobalto decorate da palline dorate.

- Palazzo Antinori: si affaccia su piazza Chiarino lungo via Garibaldi. Fu edificato grazie al vescovo Anton Ludovico Antinori e la sua costruzione terminò nel 1753, come testimonia la pianta della città di Francesco Vandi. Antinori vi passò gli ultimi anni della vita fino alla morte nel 1778. Al palazzo centrale con balconata in ferro che aggetta sulla strada, sono stati aggiunti in epoca ottocentesca due corpi laterali più bassi che costituiscono l'immagine complessiva del prospetto sulla piazza. Lo stile è tardo settecentesco, con ordine regolare di finestre con cornice.

- Palazzo Mariani: struttura ottocentesca di Piazza Chiarino. Danneggiato nel 2009 con il crollo della castellina centrale, è stato restaurato com'era nel 2016. Il restauro è costato 18 milioni con progetto dell'architetto Federico Santoro. La struttura del palazzo è molto semplice, a pianta rettangolare con facciata verso il piazzale. Cornici marcapiano dividono l'insieme in tre livelli, con il finestrone del piano centrale decorato da un monumentale cornicione a timpano spezzato.

- Palazzo Gentileschi: struttura sette-ottocentesca in via Garibaldi, restaurata nel 2016. La facciata principale è neoclassica, con divisioni in cornici e paraste, e oblò ovali situati nell'ultimo piano, che si alternano all'ordine di finestre. I portali principali sono due, ad arco a tutto sesto, decorati da cornici con motivi lineari a zigzag

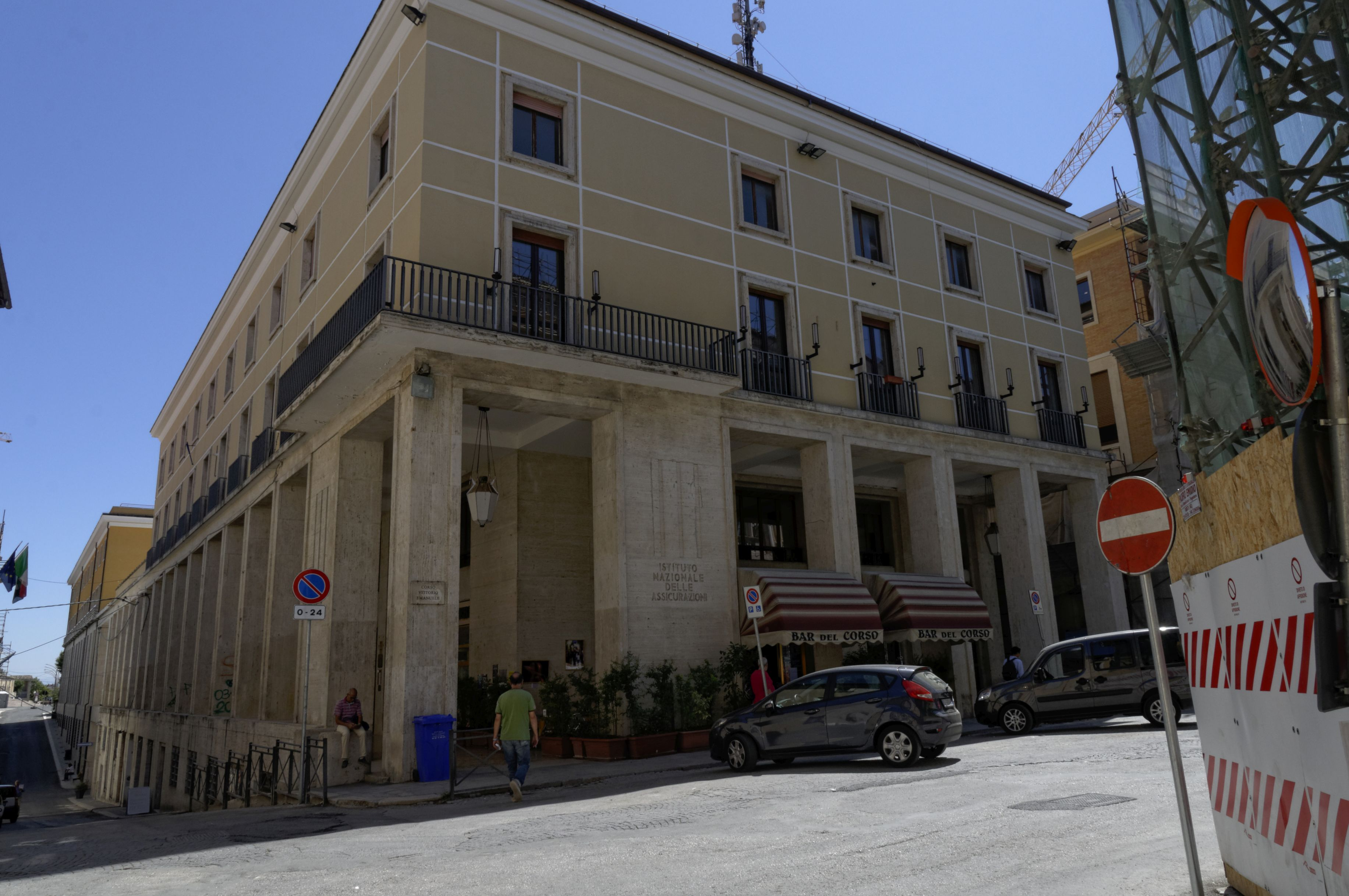
Palazzo INAIL sul Corso Vittorio Emanuele

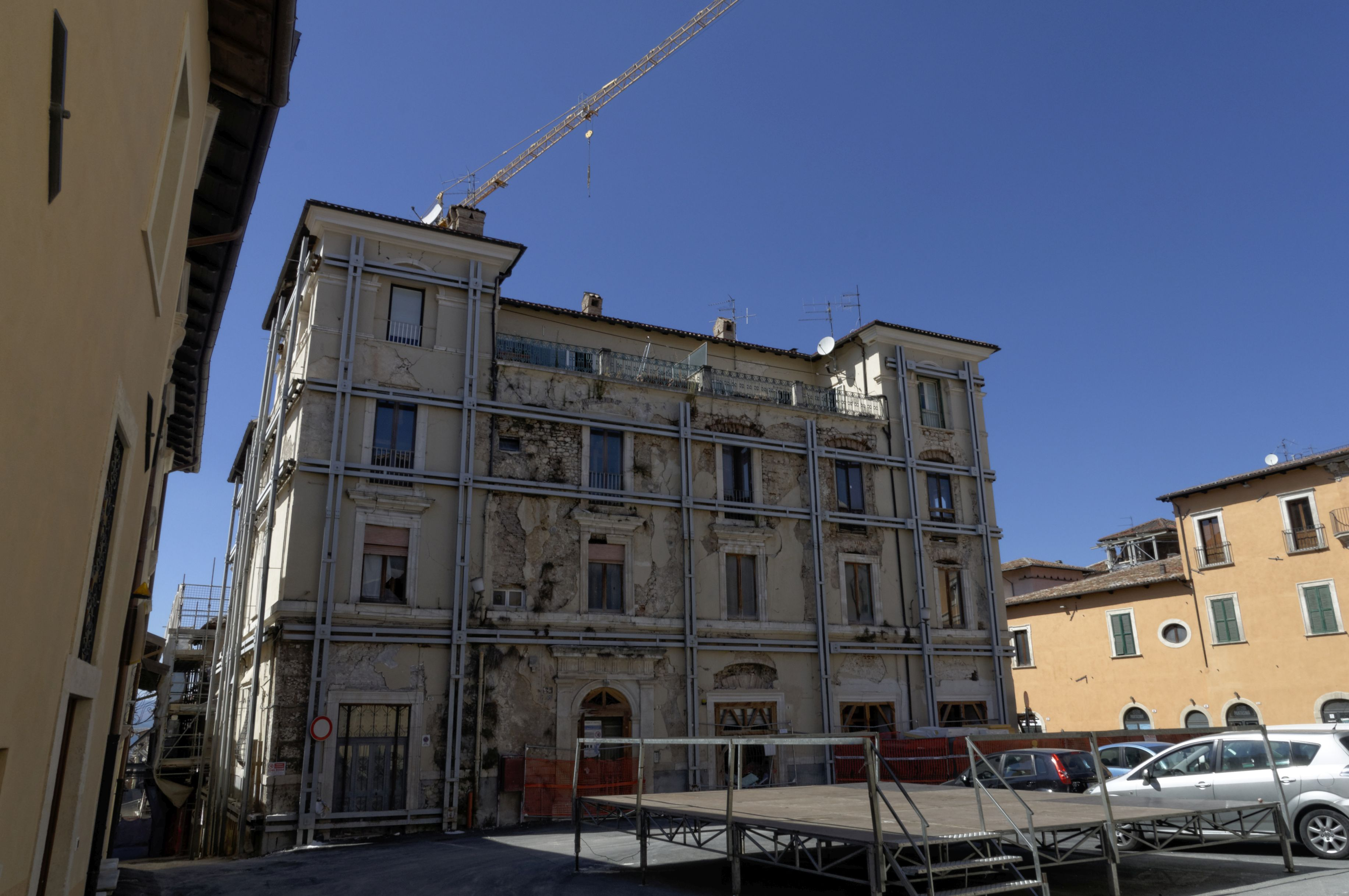
Palazzo Chiarino prima dei lavori di risanamento del 2018, a fianco al Palazzo Antinori

- Palazzo Chiarino: costruito dalla famiglia omonima, si affaccia sulla Piazza Chiarino, ed ha aspetto ottocentesco, con due avancorpi laterali che si innalzano a forma di torretta. L'insieme è molto semplice, purtroppo rovinato dal terremoto del 2009, che ha causato vistose crepe. A causa di inghippi burocratici e ricorsi al Tar, il palazzo non è stato ancora restaurato, anche se si è presentato un discusso progetto di abbattimento e ricostruzione ex novo, seguendo tuttavia il progetto originale. Tuttavia, non essendosi ancora perpetuato il progetto, nel 2018 il comune dell'Aquila ha intimato la presentazione di un progetto definitivo a causa dell'edificio pericolante.

- Palazzo Natellis: sul corso Vittorio Emanuele all'incrocio con via Bominaco, il palazzo risale al XIII secolo, e vincolato come struttura d'interesse storico dal MiBACT nel 2011. Il fabbricato è costituito da abitazioni, locali commerciali e depositi, si sviluppa in tre livelli, struttura portante in muratura, volte in muratura e copertura in legno. Degni di nota sono la corte interna e lo scalone condominiale in pietra. In seguito al terremoto del 2009 sono stati effettuati interventi di restauro per rimuovere l'inagibilità e per il miglioramento sismico. Sulle strutture portanti verticali sono stati effettuati "scuci-cuci", iniezioni cementizie, rinforzo con fibre in carbonio.[12]Inoltre è stata migliorata l'efficacia delle connessioni tra le pareti, e gli orizzontamenti con inserimento di profili in acciaio e catene metalliche. Il restauro ha previsto anche il recupero di elementi di pregio storico-architettonico come stucchi, cornici e portali in pietra, capitelli e affreschi.

- Casa di Jacopo di Notar Nanni: in via Bominaco, è una struttura molto antica, appartenuta a un tale Notar Nanni, facoltoso mercante i cui figli furono Nicola e Jacopo. Quest'ultimo fu amico di San Bernardino da Siena e finanziò alla sua morte il monumentale mausoleo conservato nella basilica aquilana, nonché la costruzione della chiesa di Santa Maria del Soccorso presso il cimitero. Il palazzo rinascimentale viene considerato un esempio unico in città della fusione tra casa residenziale trecentesca e dimora signorie quattrocentesca. La parte di sopra infatti mostra bifore gotiche e una torretta di controllo, mentre in basso il portale denota chiari influssi rinascimentali. Da un ingresso secondario si accede a un porticato sormontato da un'altana, e di conseguenza a un cortile quadrato, uno dei più antichi dell'Aquila, al cui interno sono conservati un olio su tela di Teofilo Patini e un'incisione su rame raffigurante la "Madonna con San Giovanni Battista, San Luca e Celestino V", riproduzione dall'opera originale di Marcantonio Franceschini.

- Casa di Buccio di Ranallo': si trova dietro la chiesa di Santa Maria Paganica, dove visse gli ultimi suoi anni il famoso poeta e storico aquilano (vissuto nel XIV secolo, morto nel 1363), che redasse la prima Cronaca rimata della storia della città, in forma epica. Si tratta di un esempio unico di casa medievale perfettamente conservata nella città: la facciata risulta divisa su due livelli; in quello inferiore si notano due portali di accesso al piano stradale, di cui uno a destra rialzato; al piano superiore invece ci sono due bifore arcuate molto caratteristiche, collegate da cornice marcapiano.

- Casa del Combattente: si trova all'ingresso del corso Vittorio Emanuele venendo dal Castello, che con il Palazzo Leone è diventata nel 1937 la nuova "porta moderna di accesso" allo snodo principale della città, riqualificando il piazzale prospiciente il Castello Cinquecentesco. Progettata da Achille Pintonello, la casa è un corpo di fabbrica a base rettangolare, con l'asse principale parallelo a quello del corso e due facciate, una rettilinea allineata all'adiacente Palazzo Paone Tatozzi e l'altra curvilinea, su Piazza Battaglione degli Alpini. Il palazzo è costituito da tre livelli con terrazza panoramica, ben delineati dalle vistose cornici marcapiano. Il ritmo serrato delle finestre si rifà ai canoni del razionalismo fascista, come quello dell'Hotel Campo Imperatore di Assergi, progettato da Vittorio Bonadè Bottino.

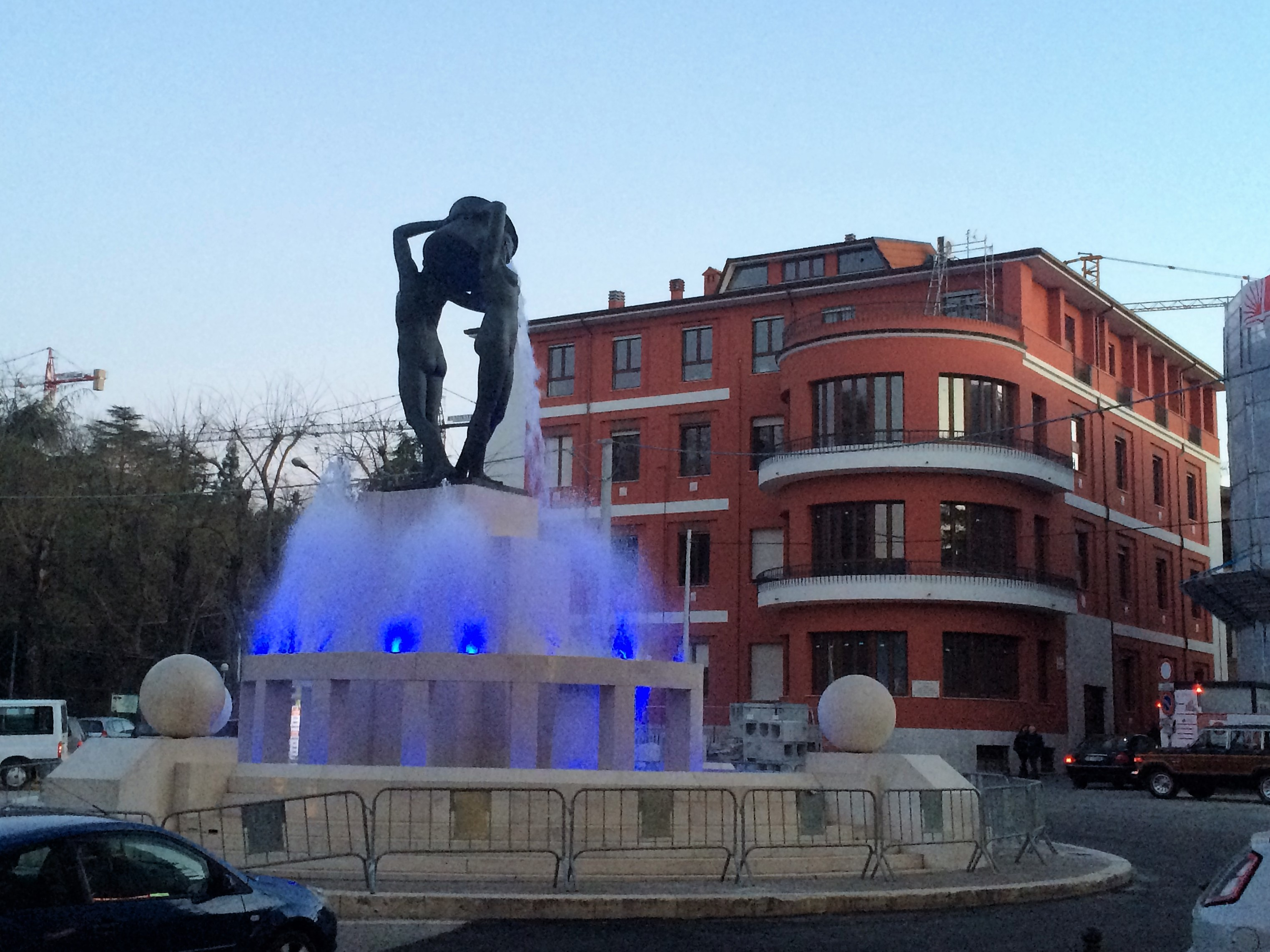
Palazzo Leone presso la Fontana luminosa, affiancato dalla Casa del Combattente a destra

- Palazzo Leone: è l'edificio gemello della Casa del Combattente, posto sul lato sinistro del corso Vittorio Emanuele dal piazzale Battaglione. A differenza di Pintonello, venne costruito da Vincenzo Di Nanna per volere dei Di Sabbato. Il palazzo si presenta come l'unione di due corpi di fabbrica a base rettangolare con la facciata principale costituita da un fronte semicilindrico, volto verso la Fontana luminosa; la stessa facciata tondeggiante è ripresa poi nella prospiciente Casa del Combattente.

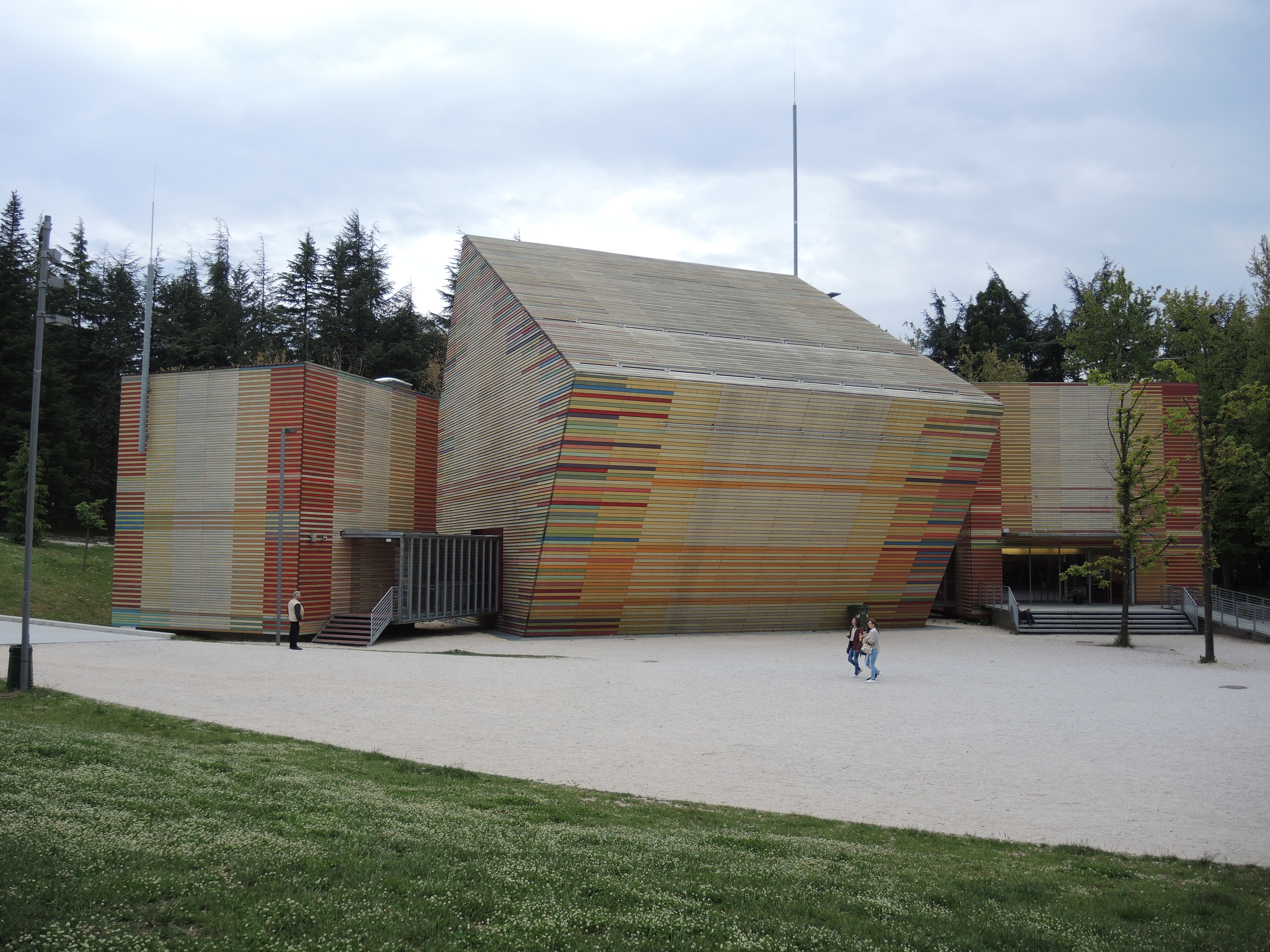
Auditorium di Renzo Piano

- Palazzo Paone Tatozzi: palazzo settecentesco affacciato sul corso Vittorio Emanuele, è stato restaurato tra il 2012- e il 2015. La facciata principale è quella sul corso, volta frontalmente su Palazzo Lucentini Bonanni, e presenta una leggera curvatura convessa, che altera la simmetria. Inoltre è caratterizzata da tre balconcini, uno dei quali posto centralmente e gli altri due in corrispondenza dei limiti del palazzo, segnati dai cantonali in pietra. L'interno è residenza civile, presentando apparati decorativi barocchi.

- Auditorium del Parco: si trova nel Parco del Castello, ed è stato progettato nel 2009 subito dopo il terremoto, poiché in città mancava uno spazio adeguato per concerti e convegni. Progettato da Renzo Piano, l'auditorium è stato inaugurato il 7 ottobre 2012 con un concerto dell'orchestra Mozart, guidata dal maestro Abbado, alla presenza del Presidente Giorgio Napolitano. Il complesso è formato da tre cubi, di cui due secondari contenenti i servizi al pubblico e agli artisti, ed uno principale che ospita la sala concerti, ruotato rispetto alla linea di terra, e sull'inclinazione delle due facce inferiori poggiano gli spalti. I volumi sono realizzati in legno, collegati tra loro mediante passerelle e scale di ferro. La sala maggiore dispone di un palco rialzato capace di contenere 40 musicisti, circondato da doppia platea di 8 gradoni sul lato sud e 2 sul nord, per un totale di 250 posti a sedere.

- Teatro comunale: fu costruito nella seconda metà del XIX secolo da Luigi Catalani nei pressi della basilica di San Bernardino, terzo teatro pubblico della città dopo la Sala Olimpica del Palazzo del Governo e l'ex Teatro San Salvatore. I lavori iniziarti nel 1857 si protrassero per anni, e furono proseguiti da Achille Marchi nel 1867. Inaugurato nel 1873 con un ballo in maschera e intitolato a "Vittorio Emanuele II", l'edificio ha una struttura con platea a ferro di cavallo, 57 palchi disposti su tre ordini e loggione finale, con circa 600 posti complessivi. Dal 1963 è sede del Teatro Stabile d'Abruzzo (nome ufficializzato nel 2000). Nel 1970 è stato affiancato da una sala secondaria, detta "Ridotto", con 220 posti complessivi. Dopo i danni del 2009, il teatro è in fase di restauro. La struttura è tipicamente neoclassica: la facciata è semplice, a doppio ordine con cinque aperture per livello di cui, le tre centrali, sono leggermente aggettanti, scandite da colonne e sovrastate da balconata e frontone triangolare finale. Il foyer o "Sala Rossa" è interamente affrescato, caratterizzato da scalone monumentale in marmo, anch'esso di derivazione neoclassica. Fino agli anni '60, davanti al teatro si trovava una statua monumentale ritraente il pittore abruzzese Teofilo Patini, successivamente distrutta, anche se di recente è nato un comitato per la progettazione di un nuovo monumento all'artista.

- Palazzo Lepidi - De Rosis - Alessandri: costruito nel Settecento su preesistente struttura rinascimentale, è possibile rintracciare la stratificazione delle epoche dall'esterno. Il complesso è settecentesco, con il monumentale portale rinascimentale a cornice classica con timpano a bassorilievi. L'ultimo piano del palazzo mostra le chiare finestre aquilane quattrocentesche decorate a gattoni. L'interno è receduto da un chiostro monumentale con pozzo e arcate.

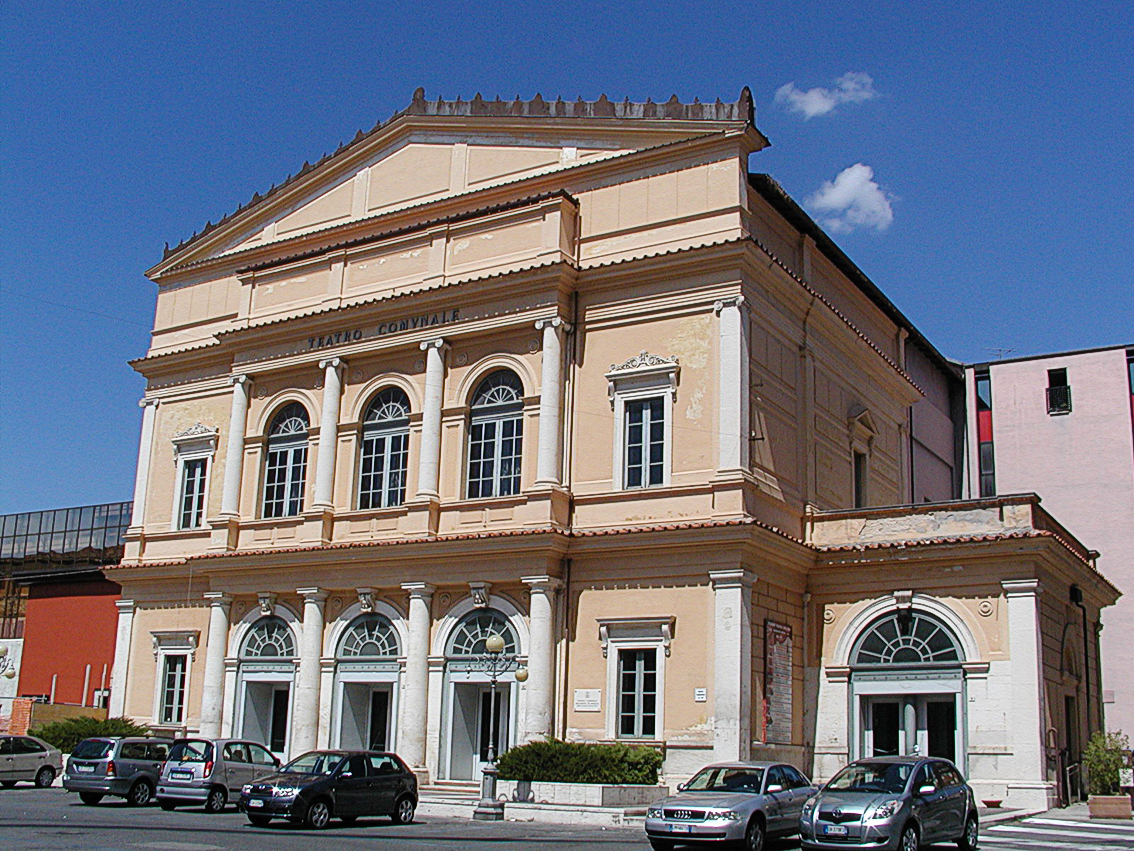
Teatro comunale

- Vecchio Ospedale San Salvatore: fu il primo ospedale della città, fondato da San Giovanni da Capestrano nel 1455, facente parte del complesso monastico di Sant'Agnese, accanto al convento di San Basilio, strettamente collegato alla porzione muraria Nord. Dell'antica costruzione si conservano alcuni portali, poiché l'edificio nel corso del Novecento è stato ampiamente rimaneggiato per adeguarsi alle nuove tecniche ospedaliere. Vi fu fondata la scuola di ostetriche. Nel 1970 in contrada Coppito fu costruito il nuovo ospedale con 400 posti letto massimi, e la vecchia struttura venne lasciata fino al programma di recupero dopo il terremoto del 2009. Infatti l'università Aquilana ha acquistato il vecchio immobile nel 2011 per adeguarlo a laboratorio di medicina, mentre nello stesso piazzale è stato realizzato il nuovo edificio della Facoltà di Lettere, per rivitalizzare la zona duramente colpita dal sisma. La struttura del vecchio ospedale ha pianta rettangolare con facciata monumentale in stile neoclassico, scandita da cornici e paraste.

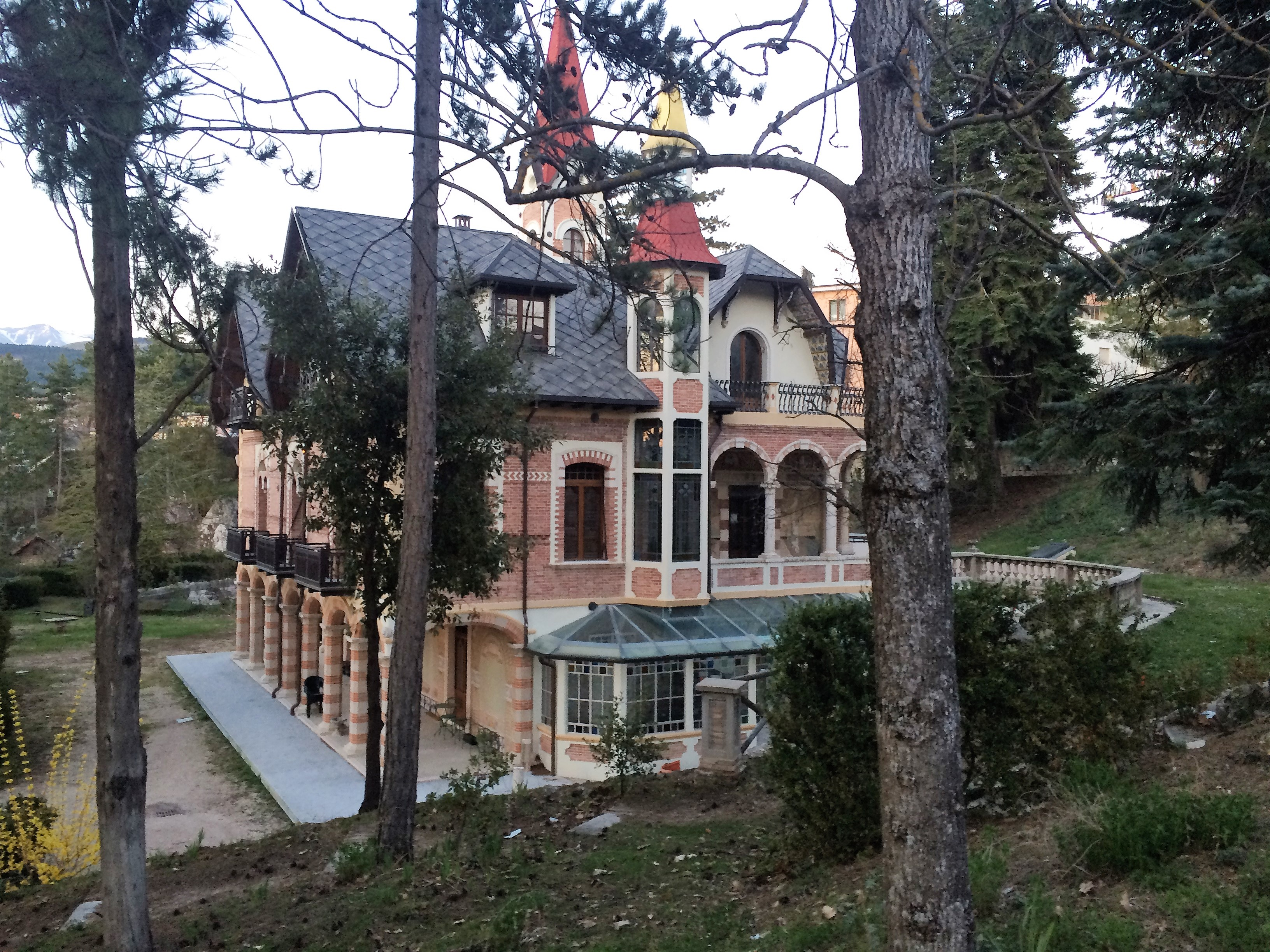
Villa La Silvestrella

- Scuola elementare "E. De Amicis": è stata una delle prime caserme costruite all'Aquila, accanto alla Basilica di San Bernardino, e usata sino alla riconversione nel primo '900 in scuola elementare. Dopo il 2009 la scuola è stata trasferita in un edificio più moderno e la vecchia struttura è in attesa di restauro. Il palazzo ha pianta rettangolare scandita da cornici in tre livelli, con robuste arcate d'ingresso, e un ampio chiostro interno.

- Villa Silvestrella: si trova sul viale Duca degli Abruzzi, poco prima dell'Istituto Salesiano "Figlie di Maria Ausiliatrice". Venne progettata nei primi decenni del Novecento per volere della famiglia Palitti. La Silvestrella (così chiamata perché vicino alla chiesa di San Silvestro) è coeva al villino Masci e ad altre abitazioni in stile liberty-eclettico. Già nel 1939 è stata sottoposta a vincolo dai Beni Culturali come patrimonio architettonico cittadino; l'edificio presenta una pianta articolata ed irregolare, con il fronte posto verso la strada che rappresenta in realtà il prospetto laterale, e la facciata principale in direzione della cinta muraria, caratterizzata da un grazioso porticato a cinque arcate a tutto sesto. Di particolare pregio è la ripida copertura insieme alle vetrate decorate con motivi Jugendstile, e con l'innesto delle torrette, rimanda all'architettura neogotica d'inizio secolo.

### Monumenti pubblici
- Fontana di Piazza Santa Maria: in stile romanico, con una vasca a pianta ottagonale decorata da formelle allegoriche per lato, e al centro da un fusto decorato da mascheroni da cui escono le cannelle.

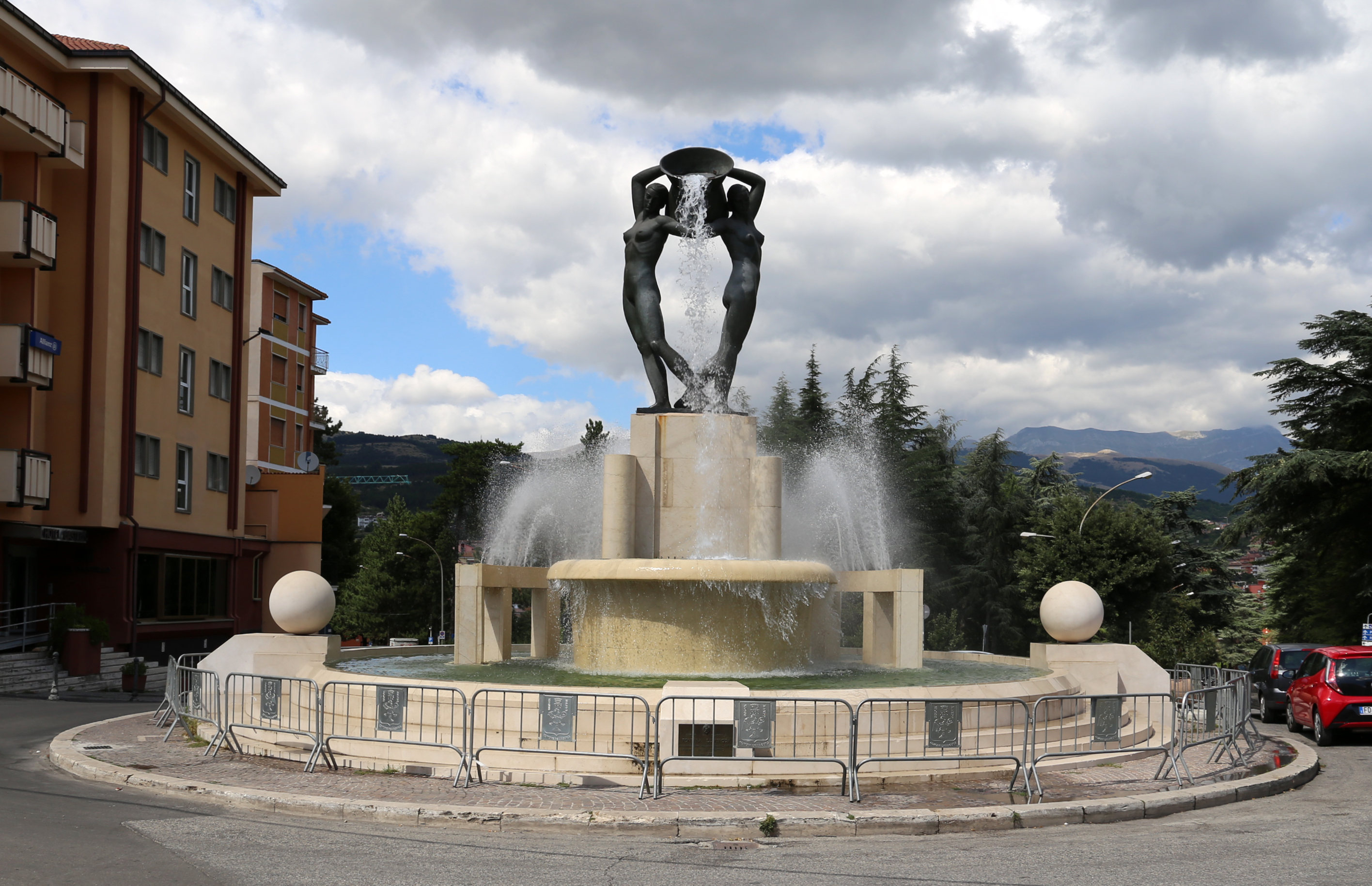
Fontana Luminosa

- Scalinata di San Bernardino: è stata realizzata nel XV-XVI secolo, si ipotizza dall'architetto Girolamo Pico Fonticulano, che al termine in Piazza Bariscianello costruì via Fortebraccio per migliorare l'ingresso da Porta Bazzano. La scalinata è in conci di pietra irregolari, diritta, e offre un accesso scenografico al sagrato della basilica di San Bernardino, ed è decorata lateralmente da delle nicchie disposte a intervalli regolari.
- Fontana luminosa: si trova in Piazza Battaglione degli Alpini, all'ingresso dal Castello del corso Vittorio Emanuele. Fu realizzata nel 1934 dall'abruzzese Nicola D'Antino come elemento principe della riqualificazione dell'accesso alla strada maggiore del centro. La vasca circolare all'interno e quadrata con elementi angolari tondeggianti, che sintetizzano gli schemi del razionalismo fascista, realizzata in travertino, e in origine con i fasci littori, ha un piedistallo centrale sopra cui poggiano le due figure femminili in bronzo, disposte lateralmente quasi schiena a schiena, che si curvano verso l'accesso al corso, sorreggendo due conche, simbolo della tradizione contadina abruzzese, ed elemento simbolico regionale ma anche sabino, per la raccolta dell'acqua dalle fontane. Le donne sono nude, le conche sono rovesciate verso lo spettatore, e fanno cadere l'acqua nella grande vasca. La fontana fu danneggiata dal terremoto del 2009, e ripristinata parzialmente nel 2012 e poi nel 2015.

## Piazze e strade

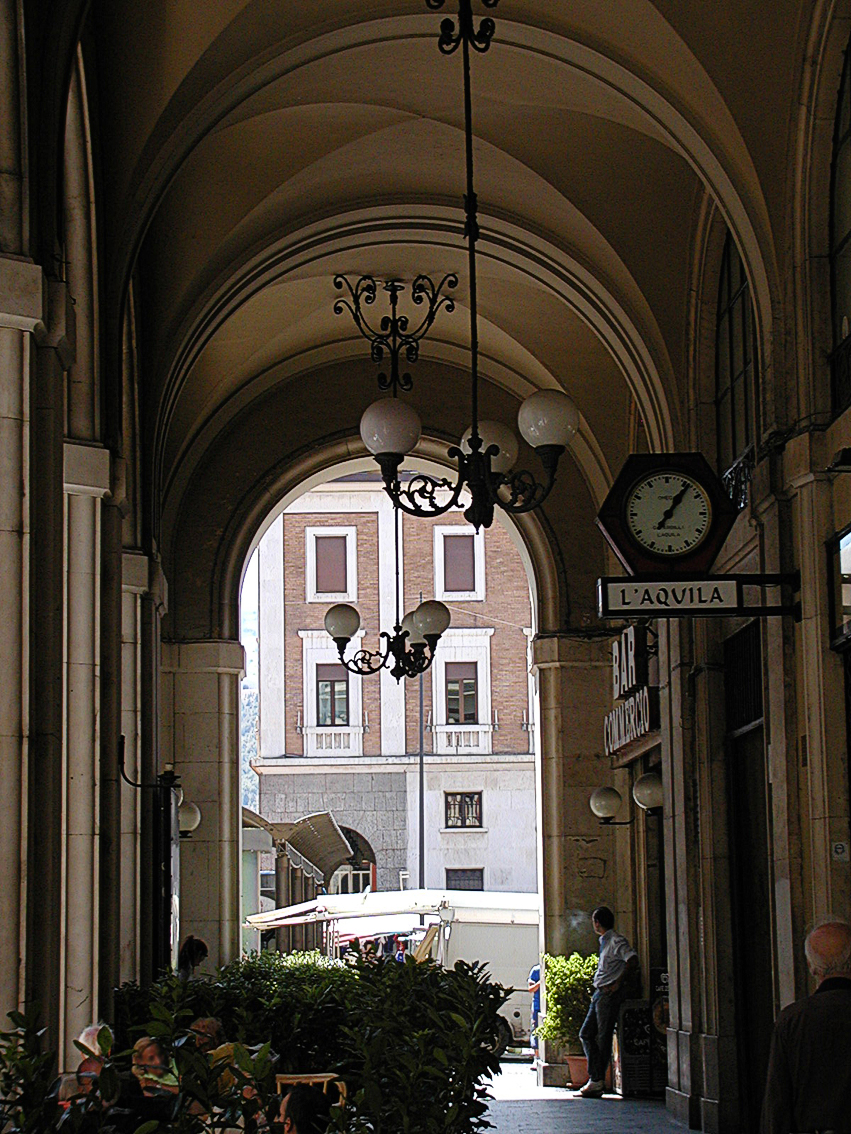
Portici del corso Vittorio Emanuele

- Corso Vittorio Emanuele: detto originalmente "corso Stretto o Dritto", parte da Piazza Battaglione degli Alpini, e termina nella suddivisione dei quarti, all'intersezione con la parte sud, e con via San Bernardino e il corrispettivo Corso Umberto I del Quarto San Pietro, delimitando così i "Quattro Cantoni". Il corso era lo struscio cittadino principale, si affacciano i Palazzi Paone Tatozzi, il Palazzo Lucentini Bonanni, il Palazzo Burri Gatti, il Palazzo Fibbioni Lopez, verso via San Bernardino, con i corrispettivi portici del Palazzo dell'Istituto INAIL. Verso nord si trovano anche la facciata dell'ex monastero di Santa Maria dei Raccomandati, e la Piazzetta Regina Margherita, con la fontana del Nettuno, la cui parete in pietra bianca e rossa è stata ricavata parzialmente dalla facciata dell'antica chiesa di San Francesco a Palazzo (dove oggi si trovano il Palazzo del Convitto con i portici). A nord il corso termina con i due palazzi gemelli di Casa Leoni e Casa del Combattente nel Piazzale Battaglione degli Alpini, con la scenografica Fontana luminosa di Nicola D'Antino, e il successivo Parco del Castello.
- Via San Bernardino: una della strade principali del quarto, attraversa da una parte i portici del Palazzo INAIL e del Palazzo delle Corporazioni e degli Uffici Amministrativi, realizzati negli anni '30 in stile razionalista, mentre dall'altra il Palazzo Fibbioni, sede momentanea del Municipio dopo il terremoto del 2009, la scuola elementare De Amicis, la scalinata di San Bernardino e la corrispettiva basilica, con l'ex monastero adibito nell'Ottocento alla Caserma De Amicis. LA via continua con la strada dedicata a Panfilo Tedeschi, che arriva a concludersi presso l'arco di Porta Leoni.
- Piazza Santa Maria Paganica: fulcro religioso-amministrativo del quarto, si affacciano la chiesa di Santa Maria Paganica, Palazzo Ardinghelli, Palazzo Cappa Camponeschi, la Casa Cappa.
- Via Paganica: principale delle 5 strade perpendicolari che collegano il quarto al Quarto di San Pietro (corso Umberto I), e si affacciano varie case rinascimentali, come Casa Baroncelli Cappa di Tussio, e casa di Jacopo di Notar Nanni, accesso a via Bominaco.
- Via Garibaldi: strada di confine a nord del quarto, anche se poi le abitazioni sono stare realizzate sino alle mura del convento di San Basilio, è decorata da varie abitazioni rinascimentali e settecentesche, di cui si ricorda Palazzo Antinori. Presso Piazza Chiarino si trovava ala chiesa di San Giustino, antica parrocchia dei castellani di Paganica, demolita negli anni '30 per realizzare il piazzale con un palazzo eclettico.
- Piazza San Silvestro. seconda piazza maggiore del quarto, vi si affacciano la chiesa collegiata della famiglia Branconio, oltre a Palazzo Branconio e Palazzo Farinosi Branconi, posto all'accesso di via Garibaldi.

### Mura

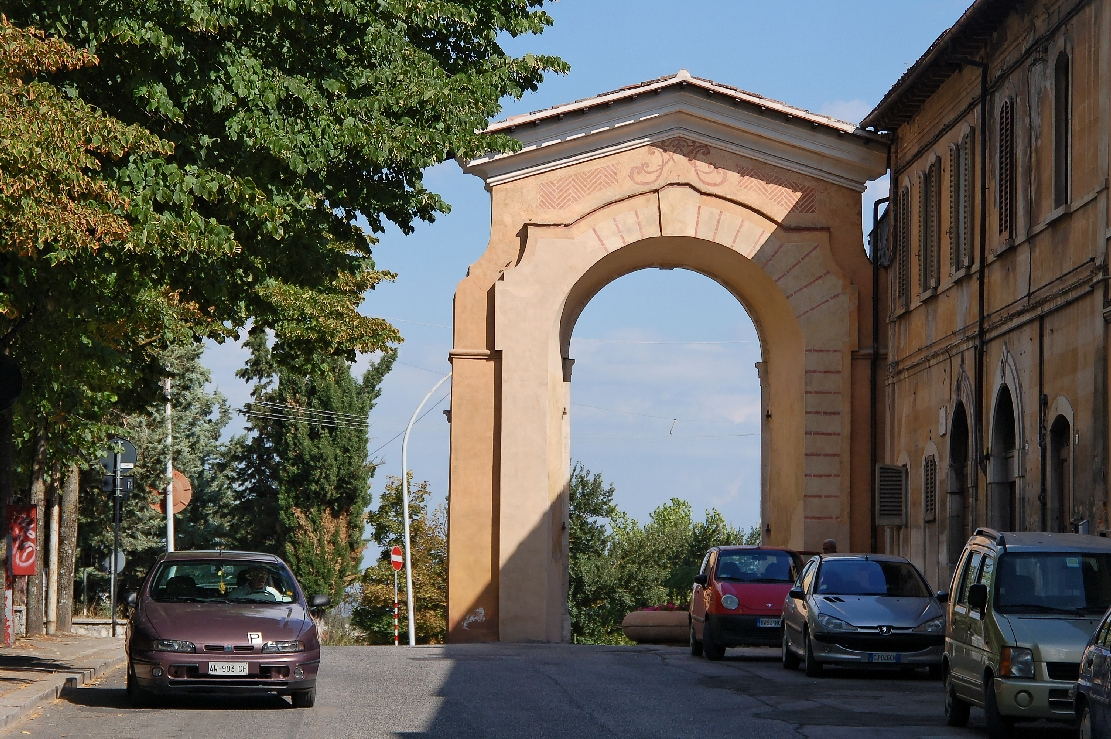
Porta Castello

La parte delle mura cingeva tutto il quarto, da Viale San Giovanni Bosco-viale Duca degli Abruzzi sino a via Atri-via Giacomo Caldora. Nel 1534 la parte di via Ovidio (anticamente via delle Aquila) dall'inizio del torrione di San Basilio sino a via Castello fu demolita dagli spagnoli per la costruzione del Forte Cinquecentesco, insieme dunque a Porta Paganica, che si trovava in via Ovidio. Le porte del quarto, conservatesi ancora oggi, sino Porta San Lorenzo o di Pizzoli (benché murata), Porta Branconio all'altezza del locale San Silvestro, Porta Castello sulla via omonima, a nord-est, e Porta Leoni, una delle porte medievali aquilane meglio conservatesi.

### Musei
- Museo Nazionale d'Abruzzo: dal 1955 al 2009 è stato ospitato presso il Forte spagnolo, dal 2015 è stato riaperto in fase temporanea nell'ex mattatoio presso le 99 cannelle, nel Quarto di San Marciano.
- Museo archeologico di Santa Maria dei Raccomandati: si trova presso l'ex monastero, nei pressi dell'incrocio del corso Vittorio Emanuele con via San Bernardino.

## I castelli
I castelli fondatori sono, tra frazioni e comuni autonomi:

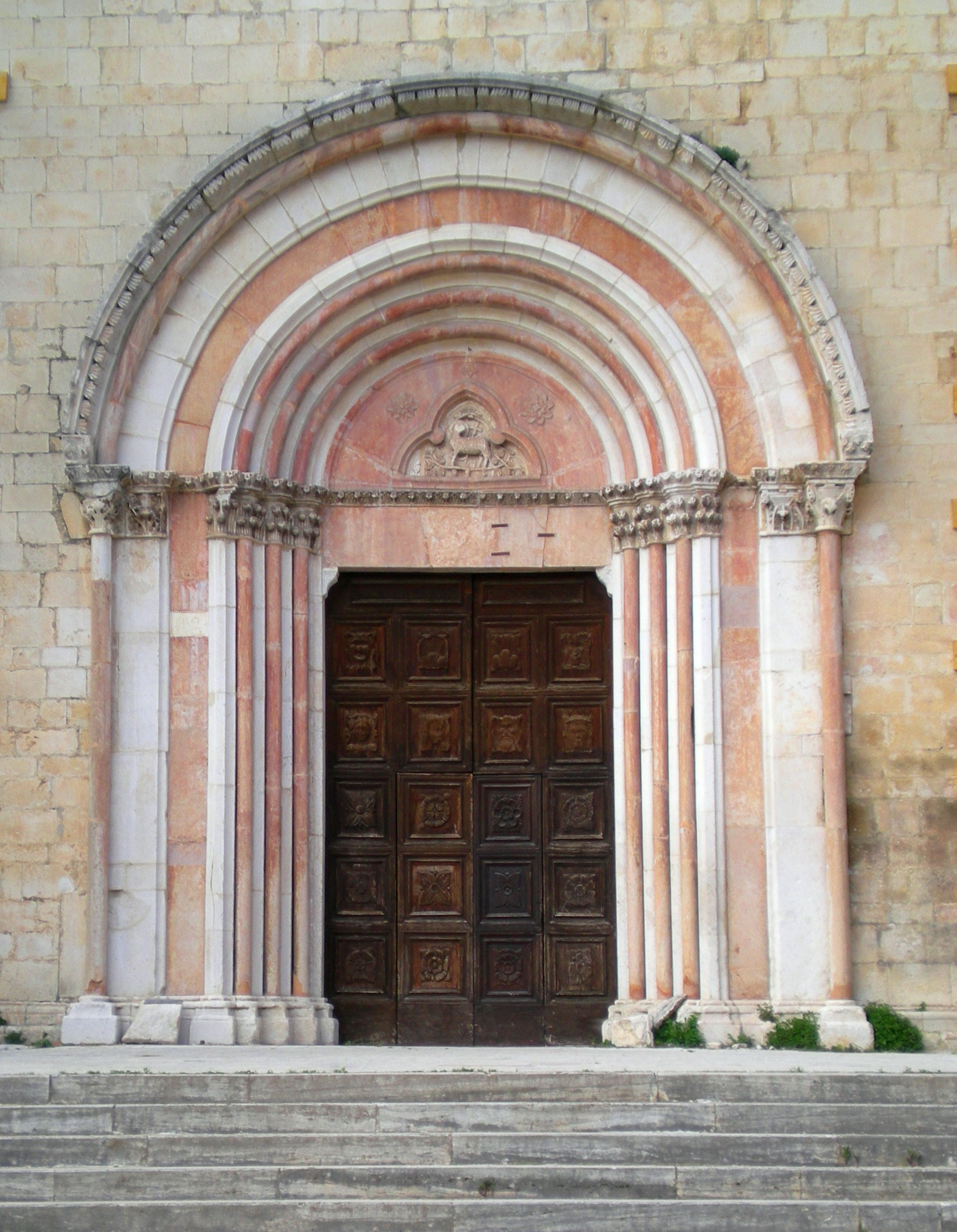
Portale della chiesa di San Silvestro

Assergi, Aragno, Barisciano, Bominaco, Camarda, Caporciano, Civitaretenga, Collepietro, Filetto di Camrda, Navelli, Paganica, Pescomaggiore, Poggio Picenze, San Benedetto in Perillis, San Demetrio ne' Vestini, Sant'Elia, San Giacomo Alto, San Gregorio, San Nicandro, San Pio delle Camere e Tempèra.
Il circondario del Quarto comprende dunque anche le frazioni maggiori di Assergi, Camarda, Paganica e San Gregorio, situate ad est. 
- Assergi è nota per la località sciistica di Campo Imperatore, e per il borgo medievale perfettamente conservato, con la torre civica e la chiesa di San Franco (o dell'Assunta), e per il Santuario di San Pietro della Ienca, visitato anche da Giovanni Paolo II.
- Paganica, il castello che si impegnò principalmente nella fondazione del Quarto, conserva l'aspetto fortificato, con il castello occupato dalla Chiesa del Presepe; altre chiese di interesse sono la Parrocchia dell'Assunta, la chiesa di San Giustino (romanica, presso il cimitero), e il Santuario della Madonna d'Appari lungo la strada per Assergi.
- Camarda, situata a nord-ovest, conserva l'aspetto medievale, sormontata dalla torre del castello, con la parrocchiale di San Giovanni, e lungo la strada la chiesa della Madonna di Valleverde. Presso la contrada di Filetto si trova l'abbazia dei Santi Crisante e Daria.
- San Gregorio e Sant'Elia sono le frazioni maggiori e più industrializzate, quasi fuse con il tessuto urbano aquilano. San Gregorio conserva la chiesa omonima, e presso la strada statale si è sviluppata con attività commerciali, costeggiando inoltre la stazione ferroviaria. Sant'Elia, dove passava il tratturo, si trova sotto l'abside della Basilica di Collemaggio, e si sviluppa verticalmente sulla pianura di Roio.